# T-34
Xe tăng T–34 là một xe tăng hạng trung sản xuất bởi Liên Xô từ năm 1940 đến năm 1958, chủ yếu được sử dụng trong Chiến tranh Vệ quốc Vĩ đại (1941-1945). T-34 đã cách mạng hoá cách thức thiết kế và chế tạo xe tăng trên thế giới; mặc dù về giai đoạn sau chiến tranh có nhiều xe tăng mang giáp trụ và hỏa lực trội hơn T-34, nó vẫn được đánh giá là loại xe tăng hiệu quả nhất và có thiết kế gây ảnh hưởng lớn nhất trong Chiến tranh thế giới thứ hai.
Trong Thế chiến thứ 2, T-34 là một trong những loại xe tăng có sự phối hợp tốt nhất giữa tính năng bảo vệ, tính cơ động, hỏa lực và độ tin cậy và khả năng bảo trì của xe; nó cũng là một trong những mẫu thiết kế có thời hạn phục vụ lâu nhất, một số chiếc hiện vẫn còn được sử dụng. Ở thời kỳ đầu chiến tranh, phiên bản T-34/76 vượt trội hơn hẳn các xe tăng Panzer III, Panzer IV của Đức về cả hỏa lực và vỏ giáp, tuy nhiên những lợi thế này bị hạn chế nhiều do thiếu hệ thống liên lạc bộ đàm và các tổ lái Liên Xô khi đó còn thiếu kinh nghiệm chiến thuật. Hệ thống tháp pháo hai người điều khiển - khá phổ biến ở xe tăng thời đó - khiến người xa trưởng phải kiêm luôn nhiệm vụ nạp đạn và nó tỏ ra kém hiệu quả hơn hệ thống tháp pháo ba người (xa trưởng, pháo thủ và người nạp đạn). Những điểm yếu này đã được các nhà thiết kế khắc phục ở phiên bản nâng cấp T-34/85.
T–34 có buồng lái chật hẹp nên bị đánh giá thấp về mức độ tiện nghi cho kíp chiến đấu 4 người. T–34 cũng khá ồn nên có thể bị đối phương nghe thấy trong đêm từ khoảng cách 450 đến 500m. Ưu điểm của T–34 là thiết kế giáp nghiêng hiệu quả, bảo vệ kíp lái tốt hơn, giúp việc chế tạo và sửa chữa rất dễ dàng. Trong Chiến tranh thế giới thứ hai, đã ghi nhận nhiều trường hợp T–34 bị bắn bay mất tháp pháo vẫn dễ dàng được sửa chữa trong điều kiện dã chiến, chỉ cần vài giờ lắp tháp pháo mới là xe lại tham gia chiến đấu được ngay. Xe cũng khá nhẹ và động cơ diesel làm mát bằng nước làm tăng độ tin cậy của động cơ cũng như tăng khoảng cách hoạt động của xe. Tốc độ của T–34 cũng là một lợi thế chính yếu so với các xe tăng Đức: Tốc độ tối đa trung bình của các xe tăng Đức là 25 dặm (khoảng 40 km)/giờ trong khi tốc độ tối đa của T–34 là 32 dặm (khoảng 50 km)/giờ. Vỏ thép nghiêng cũng giúp cho T–34 có được sự bảo vệ tốt chống lại đạn pháo Đức, thiết kế này hiệu quả đến nỗi Đức đã sao chép lại để áp dụng trên loại xe tăng Panther (Con Báo) và Tiger II (Vua Cọp).
Ưu điểm lớn nhất của xe T-34 chính là thiết kế rất dễ sản xuất của nó: Liên Xô có thể chịu đựng được mức tổn thất lớn của T-34 trên chiến trường vì hệ thống nhà máy của họ cho phép sản xuất rất nhanh hàng nghìn chiếc khác. Trong khi xe tăng của Đức đòi hỏi nhiều giờ công lao động, chi phí và thợ lành nghề để chế tạo, xe T-34 có thể được chế tạo với các thiết bị đơn giản và thợ cơ khí bậc trung. Các nhà máy T-34 nằm sâu sau dãy Ural nơi không bị ảnh hưởng của các cuộc ném bom của không quân Đức và có thể tăng công suất sản xuất hỗ trợ cho nhau để bù cho số bị thiếu hụt khi một nhà máy gặp vấn đề. Với cùng một chi phí, phía Đức sản xuất được 1 xe tăng Tiger thì phía Liên Xô có thể sản xuất 7-8 xe T-34. Do đó trong chiến trận phía Đức phải tiêu diệt được 7-8 xe tăng T-34 với mức tổn thất 1 xe tăng Tiger của mình thì mới có cơ hội thay đổi được so sánh lực lượng có lợi về phía mình, tỷ lệ này phía Đức không thể nào có thể đạt được. Thành phố Chelyabinsk (Челябинск) tại vùng núi Ural Nga là nơi sản xuất chính loại xe tăng này nhiều đến nỗi thành phố này được gọi là Tankograd (танкоград)- thành phố xe tăng. Tổng cộng gần 58.000 chiếc T-34 đã được sản xuất trong Thế chiến 2, nhiều hơn bất kỳ loại xe tăng nào khác.
Xe tăng T-34 liên tục được cải tiến trong suốt cuộc Chiến tranh vệ quốc vĩ đại nhằm tăng tính hiệu quả và giảm giá thành, điều này khiến càng lúc càng nhiều xe tăng T-34 được tung ra mặt trận. Đầu năm 1944, T-34 được trang bị pháo 85 mm hỏa lực mạnh hơn, cho phép nó có thể chiến đấu ngang cơ với xe tăng Tiger ở cự ly gần; cùng với lớp giáp tốt hơn; tháp pháo ba người, phẳng hơn biến nó thành mục tiêu có kích thước nhỏ hơn. Kiểu này được gọi là xe tăng T-34/85. Cho đến cuối cuộc chiến, dòng tăng T-34 linh loạt và giá thành thấp đã thay thế nhiều loại xe tăng hạng nhẹ và hạng trung của Liên Xô, trở thành loại xe tăng được sản xuất chủ yếu trong quân đội Liên Xô lúc đó và cũng là loại xe tăng chủ lực của Liên Xô trong suốt Cuộc Chiến tranh Vệ quốc vĩ đại. Trên cơ sở khung thân của T-34, Liên Xô cũng chế tạo một loạt các thiết kế pháo tự hành rất thành công gồm SU-85, SU-100 và SU-122. Thiết kế cách mạng của T-34 cũng đã dẫn tới việc thiết kế và sản xuất dòng xe tăng lừng danh T-54/55.
T-34 là loại xe tăng được sản xuất nhiều nhất trong Chiến tranh thế giới thứ hai và là xe tăng sản xuất nhiều thứ nhì trên thế giới, sau dòng T-54/55. Tới năm 2010, các xe tăng T-34 vẫn còn được phục vụ trong ít nhất là 27 quốc gia và một số nước sẽ còn tiếp tục sử dụng nó cho tới giữa thế kỷ 21, đưa nó trở thành loại xe tăng có thời gian phục vụ lâu nhất từ trước tới nay.

## Lịch sử sản xuất

### Cuộc cách mạng trong thiết kế xe tăng
| “                                  | Bước vào cuộc chiến, người Nga có một lợi thế lớn về vũ khí, đó là xe tăng T-34 ưu việt hơn bất kỳ một loại xe tăng nào của Đức ở thời điểm đó... Thiết kế xe tăng của người Nga rất tiết kiệm và đạt hiệu quả cao. Họ tập trung hiện đại hóa những điểm cốt lõi như nâng cao sức mạnh của pháo tăng, tăng độ dày của khiên chắn trên tháp pháo và thiết kế vỏ giáp nghiêng chống đạn xuyên rất tốt. Họ cũng nâng cấp hệ thống treo khiến nó tốt hơn nhiều so với các loại xe tăng của Đức và xe tăng của các cường quốc phương Tây khác. Chúng ta không có loại xe tăng tương đương với nó | ” |
| — Friedrich von Mellenthin, (1956) | |   |

Giáo sư Norman Davis của Trường đại học tổng hợp Oxford, tác giả cuốn “Châu Âu trong chiến tranh 1939-1945. Không hề có chiến thắng dễ dàng” đã đặt câu hỏi: "Có ai, vào năm 1939, có thể nghĩ rằng, chiếc xe tăng tốt nhất của chiến tranh thế giới thứ hai lại được sản xuất ở Liên Xô? T-34 là tăng tốt nhất không phải vì nó mạnh nhất và nặng nhất. Nếu theo tiêu chí đó thì xe tăng hạng nặng của Đức vượt trội. Nhưng T-34 hiệu quả nhất trong cuộc chiến đó và cho phép giải quyết các nhiệm vụ chiến thuật. Hàng đoàn xe tăng Xô Viết cơ động như bầy sói săn đuổi các xe Tiger cồng kềnh và khó xoay xở của Đức. Các xe tăng của Mỹ và Anh sẽ không có được hiệu quả như vậy khi đối đầu với các xe tăng Đức."

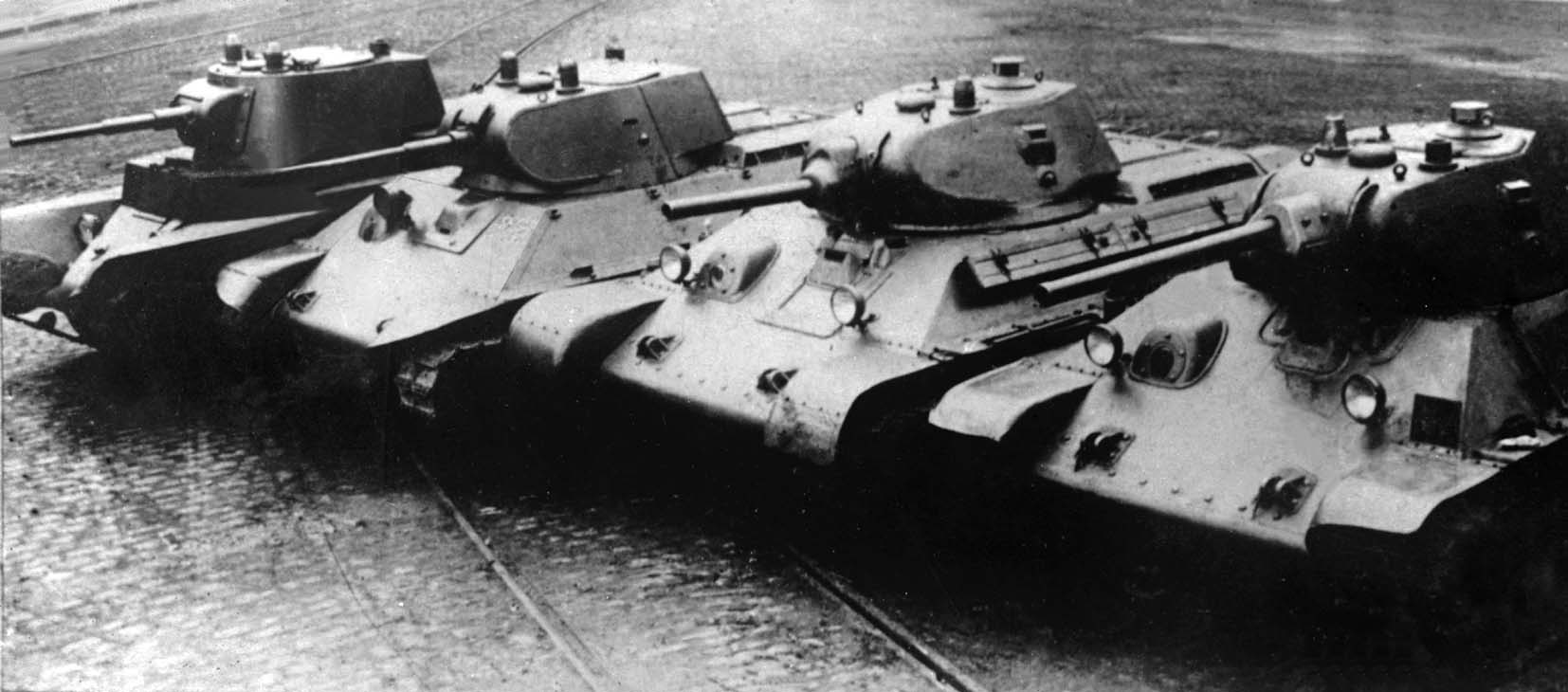
Tiến trình hình thành loại xe tăng T-34 (từ trái sang phải): A-8 (BT-7M, 1935), A-20 (T-26, 1937), T-34 (Mẫu 1940), T-34 (Mẫu 1941)

Vào năm 1939, kiểu xe tăng Liên Xô được sản xuất với số lượng lớn nhất chính là loại tăng hạng nhẹ T-26 và dòng xe tăng cơ động nhanh BT. T-26 thực chất là loại xe bọc thép trợ chiến bộ binh, tốc độ chậm và hỏa lực yếu, được thiết kế để yểm hộ các đơn vị bộ binh tấn công trong hành tiến. Còn các xe tăng BT là loại tăng trang bị cho kỵ binh thiết giáp (cavalry tank), tức là loại tăng hạng nhẹ có tốc độ cao, được sử dụng chủ yếu để tiêu diệt các loại xe tăng khác chứ không nhằm tấn công bộ binh. Nhưng cả hai loại xe tăng này đều có vỏ giáp khá mỏng, chỉ đủ để chống lại các đạn cỡ nhỏ chứ không thể chống chịu các loại vũ khí chống tăng như khẩu Pak 36 37 mm. Hơn nữa, các kiểu tăng này sử dụng loại động cơ xăng (loại động cơ thường dùng ở xe tăng thời kỳ đó), chúng rất dễ cháy nổ "dù chỉ với một kích thích rất nhỏ". Cả hai loại xe tăng này đều được thiết kế dựa trên các mẫu xe tăng nước ngoài trước thập niên 1930: loại T-26 dựa trên xe tăng Vickers 6-Ton của Anh, còn dòng BT dựa trên thiết kế của kỹ sư người Mỹ Walter Christie.
Xe tăng T-34 được phát triển từ loại xe tăng trinh sát (cruiser tank) BT và được dùng để thay thế các loại xe tăng như BT-5, BT-7 và loại xe tăng hỗ trợ bộ binh (infantry tank)T-26. Thiết kế của T–34 đã phối hợp được những phát triển từ cả của người Mỹ và cả người Đức. Năm 1931, người Nga mua 2 chiếc xe tăng Christie của Mỹ. Hệ thống treo của chiếc Christie được hợp nhất vào xe T– 34. Thông thường, nó được lắp động cơ diesel kiểu chữ V 500 sức ngựa được phát triển từ động cơ diesel của BMW.

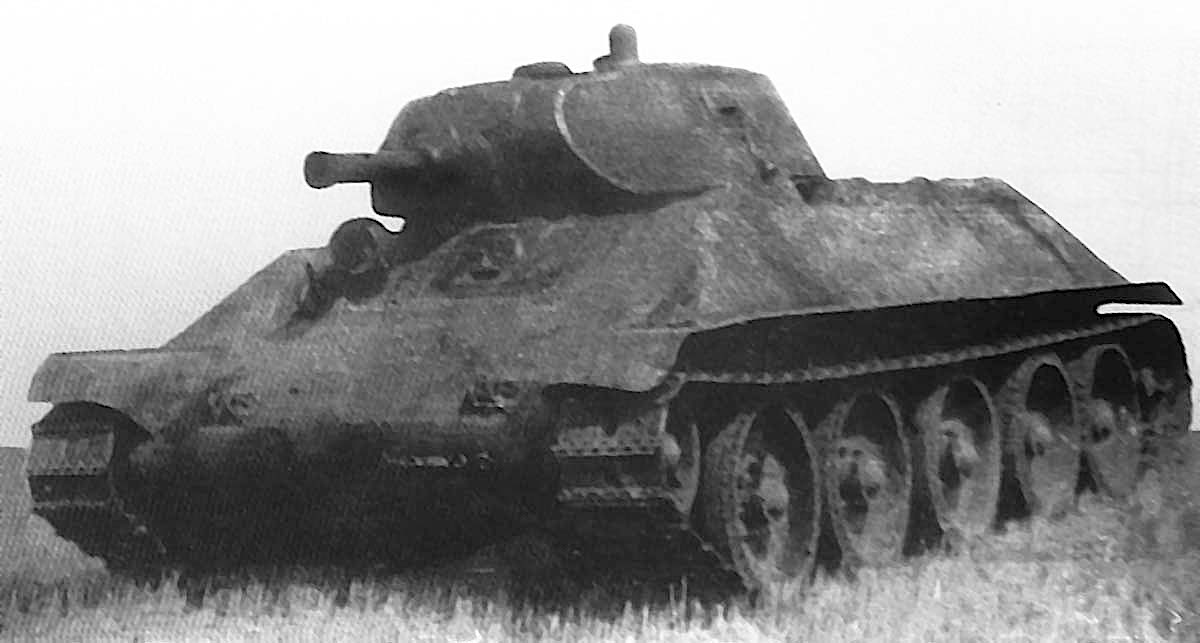
Phiên bản thử nghiệm A-32

Năm 1937, Hồng quân quyết định bổ nhiệm kỹ sư Mikhail Ilyich Koskin vào vị trí lãnh đạo một nhóm thiết kế xe tăng; nhiệm vụ của nhóm này là thiết kế một mẫu xe tăng mới thay thế cho các loại dòng tăng BT đang được sản xuất tại Nhà máy động cơ xe lửa Kharkov (KhPZ) tại thành phố Kharkov. Koskin đã bắt đầu phác thảo các ý tưởng đầu tiên về mẫu xe tăng hạng trung T-34, với các yêu cầu như hệ thống giáp dày, trang bị hỏa lực mạnh mẽ, có khả năng hoạt động bền bỉ ở mọi địa hình và dễ dàng trong quá trình sản xuất, sửa chữa bảo trì.

Thành quả đầu tiên của họ là một mẫu tăng thử nghiệm mang cái tên A-20 hoàn thành vào đầu năm 1939, được trang bị vỏ giáp dày 20 milimét (0,8 in), một khẩu pháo chính cỡ nòng 45 ly (1.8 inch) và một động cơ kiểu mới mang tên V-2 sử dụng nhiên liệu dầu diesel ít gây cháy nổ hơn hệ thống V12 nhưng có công suất lớn hơn. Nó cũng có một hệ thống bánh đỡ 8 × 6 bánh xe tương tự như hệ thống 8 × 2 của BT, giúp cho A-20 có thể di chuyển mà không cần hệ thống xích. Đặc điểm này giúp cho việc sửa chữa vào bảo trì A-20 trở nên dễ dàng hơn rất nhiều so với các mẫu xe tăng khác ra đời vào đầu thập niên 1930, và giúp nó có thể đạt đến vận tốc trên 85 cây số/giờ (53 dặm/giờ) trên đường nhựa; tuy nhiên những ưu điểm này lại không đem đến lợi thế gì rõ rệt trong tác chiến. Bấy giờ, các nhà thiết kế coi đó là một sự lãng phí không gian và trọng lượng. Mẫu tăng A-20 cũng kết hợp những thành quả nghiên cứu trước đó (các kế hoạch BT-IS và BT-SW-2) và xây dựng nên vỏ giáp vát nghiêng: tức là vỏ giáp xe A-20 không thẳng đứng như nhiều xe tăng khác mà vát nghiêng, điều này giúp tăng khả năng khả năng làm chệch hướng các loại đạn pháo chống tăng so với vỏ giáp thẳng đứng thông thường.

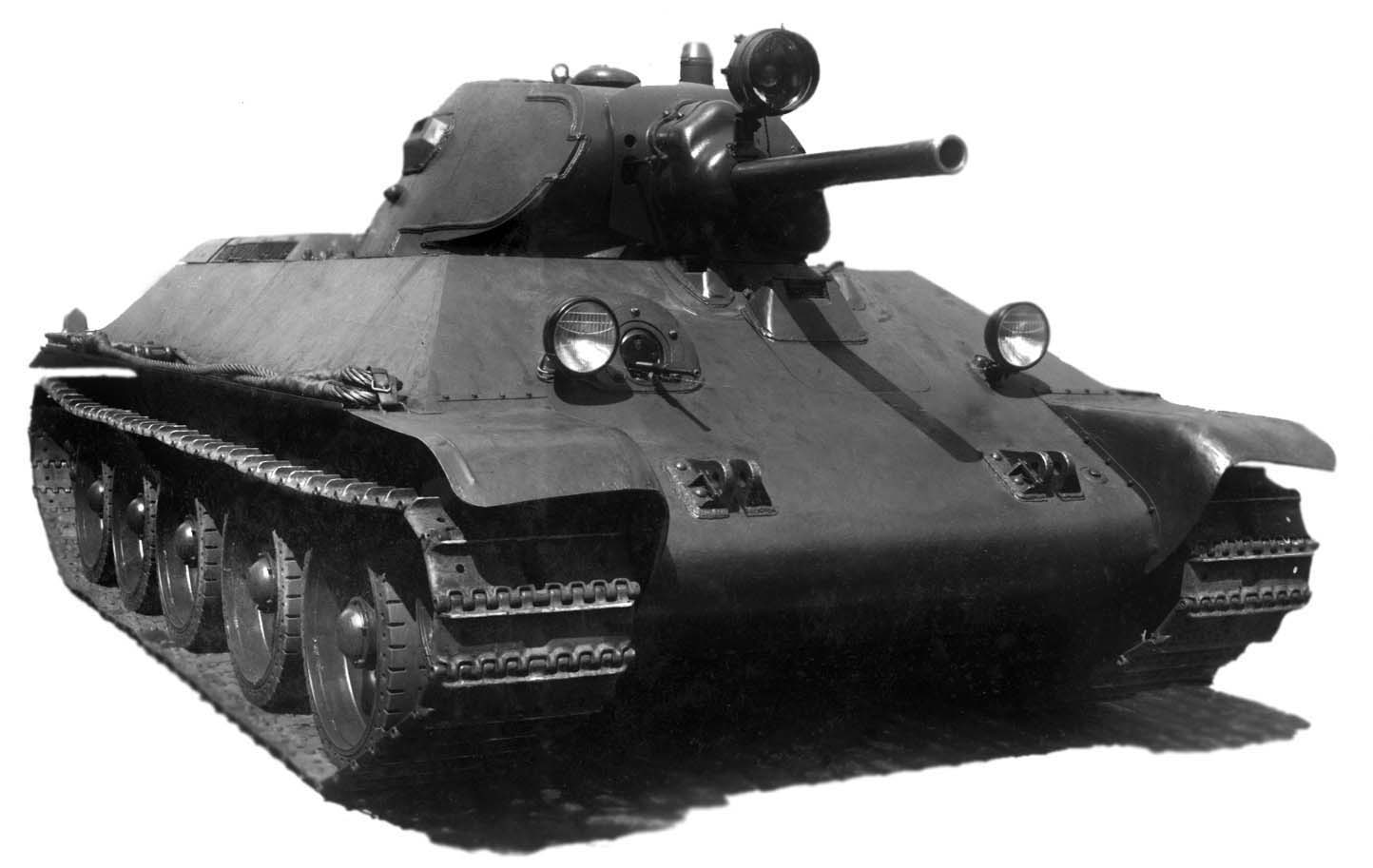
Xe tăng T-34/76 Model 1940 trang bị pháo 76mm nòng ngắn L-11. Đây chỉ là phiên bản thử nghiệm tiền sản xuất, phiên bản T-34 được sản xuất đầu tiên là T-34 Model 1941 trang bị pháo 76mm nòng dài hơn, có khả năng chống tăng tốt hơn

Koskin đã cố thuyết phục lãnh tụ Iosif Stalin cho phép ông phát triển một mẫu tăng thử nghiệm thứ hai, lần này với vỏ giáp và hỏa lực được tăng cường đáng kể nhằm có thể thay thế cả hai loại xe tăng T-26 và BT dùng trong Hồng quân Liên Xô lúc đó.. Koskin đặt tên mẫu thứ hai là A-32, số 32 lấy theo độ dày của vỏ giáp trước xe tăng là 32 milimét (1,3 in). Nó cũng mang một khẩu pháo F-34 với cỡ nòng lớn hơn (76.2 ly - tức 3 inch) L/30; còn động cơ thì vẫn là mẫu V-2 như phiên bản A-20 cũ. Cả hai mẫu xe đều được đưa đi thử nghiệm ở thao trường tại Kubinka năm 1939, và mẫu tăng A-32 tỏ ra linh hoạt, cơ động không thua kém gì mẫu A-20 nhẹ hơn.
Các mẫu dự án A-20 và A-32 đã được trình bày tại Tại Hội nghị quân sự cao cấp ở Moscow. Lúc đầu, các quan chức quân sự không mặn mà với các dự án này. Nhưng đích thân lãnh tụ Iosif Stalin lúc đó đã can thiệp, cấp kinh phí và yêu cầu nhà máy Kharkov tiếp tục chế tạo và thử nghiệm các mẫu đó. Vào cuối tháng 12 năm 1939, Ủy ban Quốc phòng thuộc Hội đồng Dân ủy (Chính phủ) Liên Xô ra nghị định tiếp nhận mẫu xe tăng mới vào hệ trang bị với mã hiệu T-34.
Nhóm của Koskin hoàn tất hai mẫu thử nghiệm của T-34 vào tháng 1 năm 1940. Trong tháng 4 và tháng 5, họ thực hiện một chuyến hành trình kéo dài đến 2.000 cây số (1,250 dặm) từ Kharkov đến Moskva để biểu diễn các tính năng của T-34 cho các lãnh tụ Liên Xô tại điện Kremlin, sau đó họ lại tới tuyến Mannerheim ở Phần Lan và quay trở về Kharkov thông qua ngõ Minsk và Kiev. Một số lỗi liên quan tới hệ thống truyền động đã được phát hiện và sửa chữa trong chuyến đi. Các chuyên gia quân sự nói tăng sẽ không đến được Moskva, chúng sẽ bị hỏng hóc giữa đường và Koshkin sẽ buộc phải đưa các xe của mình đến Moskva bằng tàu hỏa. Nhưng ngày 17/3/1940, cả hai chiếc tăng T-34 đã đến được thủ đô và được giới thiệu trước toàn bộ ban lãnh đạo cao cấp Liên Xô. Stalin đã rất hài lòng và nói “T-34 là con chim én đầu tiên của lực lượng tăng - thiết giáp chúng ta”.
Kết quả chịu hỏa lực của T-34 trước pháo chống tăng 45mm trên thao trường ngoại ô Moskva cũng cho thấy mẫu xe tăng mới gần như không thể bị thương tổn bởi pháo chống tăng 45mm.
Nhưng cuối tháng 9, thiết kế trưởng Koskin qua đời bởi căn bệnh viêm phổi - căn bệnh này đã trở nên trầm trọng hơn sau chuyến hành trình kiệt sức kéo dài 2.000 cây số từ Kharkov tới Moskva rồi lại quay trở về. Lẽ ra bệnh đã có thể khỏi, nhưng do Koskin lại lao ngay vào công việc, suốt ngày đêm ở nhà máy chỉ đạo việc sản xuất T-34 nên bệnh tình nặng thêm. Để cứu Koskin, Trung ương đã cử các bác sĩ giỏi từ Moskva đến để chữa chạy. Sau khi cắt phổi, ông được đưa đi an dưỡng. Nhưng ngày 26/9/1940, Koskin qua đời. Oleksandr Oleksandrovych Morozov, người trợ thủ cho sự phát triển của dự án T-34 được bổ nhiệm vào vị trí của Koskin. Sau này, do quá căm tức khả năng của T-34, lãnh đạo Đức Quốc xã là Adolf Hitler đã tuyên bố Koskin là "kẻ thù riêng" của ông ta, và mộ của Koskin đã bị quân Đức san phẳng trong thời kỳ chiếm đóng Kharkov. Ngày 10/4/1942, Koskin được truy tặng giải thưởng Stalin, năm 1990 thi ông được truy tặng danh hiệu Anh hùng lao động xã hội chủ nghĩa vì thành tích thiết kế tăng T-34.
Đã có nhiều ý kiến phản đối và quan ngại từ giới quân sự về giá thành sản xuất đại trà của T-34, nhưng tất cả những quan ngại ấy đều bị chìm lấp trước những chiến thắng chớp nhoáng của Đức tại Pháp cũng như sự thể hiện tệ hại của lực lượng tăng thiết giáp Xô Viết tại cuộc Chiến tranh Xô-Phần (1939-1940). Thế là, chiếc xe tăng T-34 đầu tiên đã ra đời tại KhPZ vào tháng 9 năm 1940, việc sản xuất nó hoàn toàn thay thế cho việc sản xuất các xe tăng T-26, BT và cả xe tăng hạng trung nhiều tháp pháo T-28 tại KhPZ.

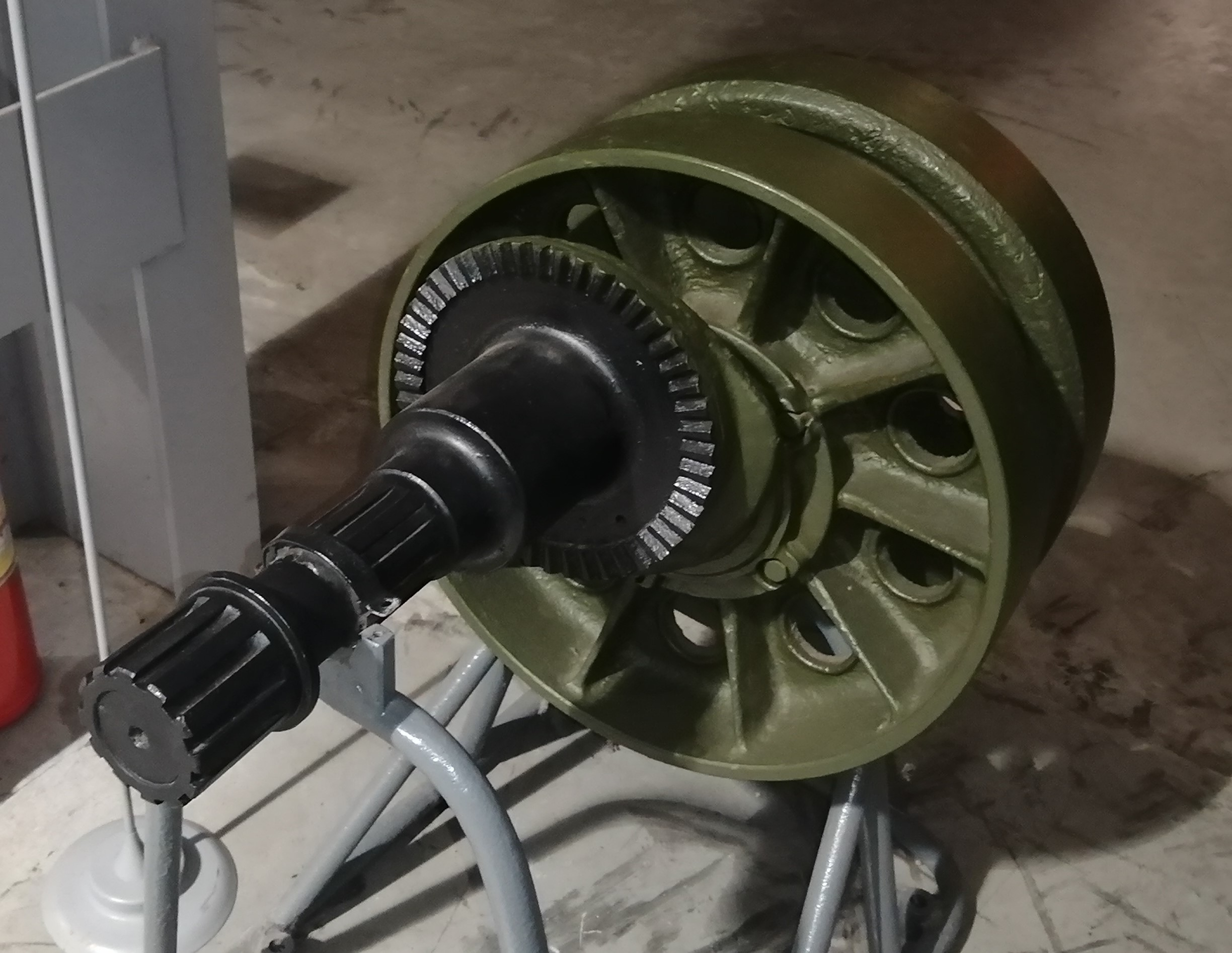
Bánh dẫn động của T-34

Mẫu T-34 được sản xuất thậm chí còn mạnh hơn phiên bản thử nghiệm A-32, với độ dày lớp giáp trước được tăng từ 32 milimét (1,3 in) lên 45 milimét (1,8 in) và xích xe tăng rộng hơn để có thể di chuyển trên bùn lầy tốt hơn. Koskin chọn cái tên T-34 nhằm ghi nhớ lấy năm 1934, năm mà ông bắt đầu nảy ra ý tưởng về mẫu thiết kế mới cho xe tăng Liên Xô, và nhằm tưởng niệm sắc lệnh mở rộng lực lượng tăng thiết giáp Xô Viết và việc Grigol Sergo Orjonikidze bổ nhiệm ông vào vị trí lãnh đạo công tác sản xuất xe tăng này.
T–34 được trang bị pháo 76.2 mm L/42,5 mạnh hơn rất nhiều so với pháo 45mm trên mẫu thử nghiệm A-20. Nó cũng sử dụng hệ thống treo Chirstie với lò xo xoắn giống như dòng tăng BT, và hệ thống "slack track" với một bánh răng phát động đặt ở phần sau xe, không có hệ thống con lăn hồi chuyển. Giáp vát nghiêng của T-34 được thiết kế tốt, động cơ tương đối khỏe và xích xe rộng. Nó được chế tạo tại nhiều nhà máy khác nhau.
Sản xuất hàng loạt T-34 được khởi động vào mùa hè năm 1940. Các đơn vị chiến đấu nêu nhiều ý kiến về chiếc xe nên đầu năm 1941, các nhà thiết kế bắt đầu phát triển chiếc T-34M cải tiến. Phiên bản này có tháp pháo rộng hơn cho 3 người, trang bị pháo 76mm L/42,5 và cơ số đạn 100 viên. Hộp số đã hoàn chỉnh, động cơ tăng lên 600 mã lực, nóc xe cũng được trang bị vòm quan sát cho chỉ huy. Đáng tiếc là Đức Quốc xã tấn công Liên Xô vào tháng 6/1941 khiến các nhà máy không thể thay thế dây chuyền sản xuất, do vậy mẫu T-34M bị hủy bỏ.

### Vỏ giáp
Các mẫu T-34 được sản xuất đều có giáp trước thân xe dày 45mm nghiêng 60 độ. Tuy nhiên, giáp trước tháp pháo thì khác nhau ở các phiên bản. T-34 Model 1941 có giáp trước tháp pháo dày 45mm vát nghiêng 50 độ, đến T-34 Model 1942 thì tăng lên 52mm, và tới T-34/85 thì tăng lên 90mm nghiêng hình bán cầu. Một số khu vực ở đằng sau khiên chắn của T-34/85 có lót thêm lớp thép dày 40mm, nên độ dày khu vực này lên tới 130mm thép cong hình bán cầu, còn cao hơn so với giáp trước tháp pháo xe tăng Tiger I và Panther của Đức.
Lớp giáp được làm vát nghiêng của T-34 đem lại nhiều lợi thế: không chỉ làm giảm khối lượng thép cần thiết mà vẫn đảm bảo độ dày (tính trên khối lượng) của giáp xe tăng, mà giáp thép nghiêng còn tạo ra "hiệu ứng trượt", có tác dụng rất tốt chống lại các loại đạn xuyên giáp động năng được dùng trong Thế chiến 2. Ví dụ, giáp trước thân xe T-34 dày 45mm nghiêng 60 độ, tương đương 90mm thép đặt thẳng đứng, cộng thêm "hiệu ứng trượt" thì sẽ cho hiệu quả tương đương lớp thép dày 122mm khi chống lại đạn pháo cỡ 75mm trên Panzer IV. Những loại đạn xuyên giáp động năng khi va vào giáp nghiêng sẽ bị "hiệu ứng trượt" làm giảm lực xuyên, thậm chí nếu đạn có khối lượng riêng không đủ lớn, tốc độ không đủ cao hay đơn thuần bắn từ khoảng cách quá xa thì có thể bị trượt nảy ra mà không gây hại gì cho vỏ giáp xe tăng. Trong giai đoạn đầu chiến tranh (năm 1941-1942), đạn pháo 37mm hoặc 50mm trên xe tăng Panzer III thường xuyên bị trượt văng ra khi bắn vào giáp nghiêng của T-34. Quân Đức cũng phải công nhận sự hiệu quả của thiết kế giáp nghiêng trên T-34 và đã dựa vào đó để thiết kế ra loại xe tăng Panther (Con Báo).
Một bản báo cáo của lính Đức trong một lần giao chiến với T-34 vào những tháng đầu của chiến dịch Barbarossa ghi lại: "Một nửa tá súng chống tăng của chúng tôi khai hỏa về phía nó, nghe như tiếng đánh trống. Nhưng nó vẫn kiên quyết vượt qua hàng phòng thủ của chúng tôi như một con quái vật bất khả xâm phạm trong truyện huyền thoại… Điều đáng chú ý ở đây là xe tăng của trung tá Steup bắn trúng nó với một viên đạn xuyên giáp ở khoảng cách 20 mét, với 4 viên ở khoảng cách 50 mét nhưng vẫn không để lại hiệu quả rõ rệt lên nó”
Trong thời gian chiến tranh, sự phát triển công nghệ đã làm các loại pháo tăng trở nên lớn và mạnh hơn rất nhiều, nhất là với xe tăng hạng nặng. Nhìn chung, đến giai đoạn sau chiến tranh, lớp giáp của T-34 không còn đủ để chống chọi tốt với hỏa lực pháo 88mm trên xe tăng hạng nặng Đức, nhưng vẫn đủ để chống đỡ hiệu quả hỏa lực trên xe tăng hạng trung cùng "hạng cân" với nó là Panzer IV. Ở góc đứng đối diện, lớp giáp trước tháp pháo của T-34/85 đủ để chịu được đạn xuyên giáp APCBC của pháo 88mm L/56 (trên xe tăng hạng nặng Tiger I) của Đức từ cự ly trên 1.000 mét, hoặc đạn pháo APCBC cỡ 75mm L/48 (trên xe tăng hạng trung Đức Panzer IV) từ cự ly khoảng 300 - 500 mét. Các chỉ số tương ứng với giáp trước thân xe là 2.000 mét và 500 mét. So với xe tăng hạng trung cùng kích cỡ của các quốc gia khác (như Panzer IV của Đức, M4 Sherman của Mỹ) thì vỏ giáp của T-34/85 vẫn ở mức tốt nhất về các chỉ số.
Ở giai đoạn đầu chiến tranh, vỏ giáp của T-34 trội hơn mọi loại xe tăng Panzer III, Panzer IV của Đức. Đến giữa chiến tranh, các loại xe hạng nặng của Đức như Panther, Tiger I đã có giáp trước dày hơn T-34 (nhưng đổi lại, các loại xe này đều nặng hơn T-34 rất nhiều khiến độ cơ động bị giảm sút và giá thành trở nên đắt đỏ). Do là xe tăng hạng trung nên lớp giáp của T-34 không thể tăng lên quá cao (vì sẽ bị mất tính cơ động và chi phí sản xuất bị đẩy lên cao), nhiệm vụ chống đỡ xe tăng hạng nặng Đức là của dòng xe tăng hạng nặng Iosif Stalin có vỏ giáp dày hơn nhiều. Tuy nhiên, bằng việc nâng cấp và hợp lý hóa thiết kế, T-34/85 vẫn duy trì được ưu thế vỏ giáp khi so với xe tăng hạng trung cùng hạng của Đức là Panzer IV, bất kể việc Đức đã liên tục nâng cấp cho Panzer IV. Đến cuối chiến tranh, phiên bản T-34/85 ra đời đã có vỏ giáp trước trội hơn nhiều so với T-34/76, gần bằng so với Tiger I, và phiên bản hiện đại hóa T-44 thì đã có giáp trước dày hơn cả Panther và Tiger I (tuy nhiên T-44 chưa kịp tham chiến thì chiến tranh đã kết thúc).

### Kính ngắm

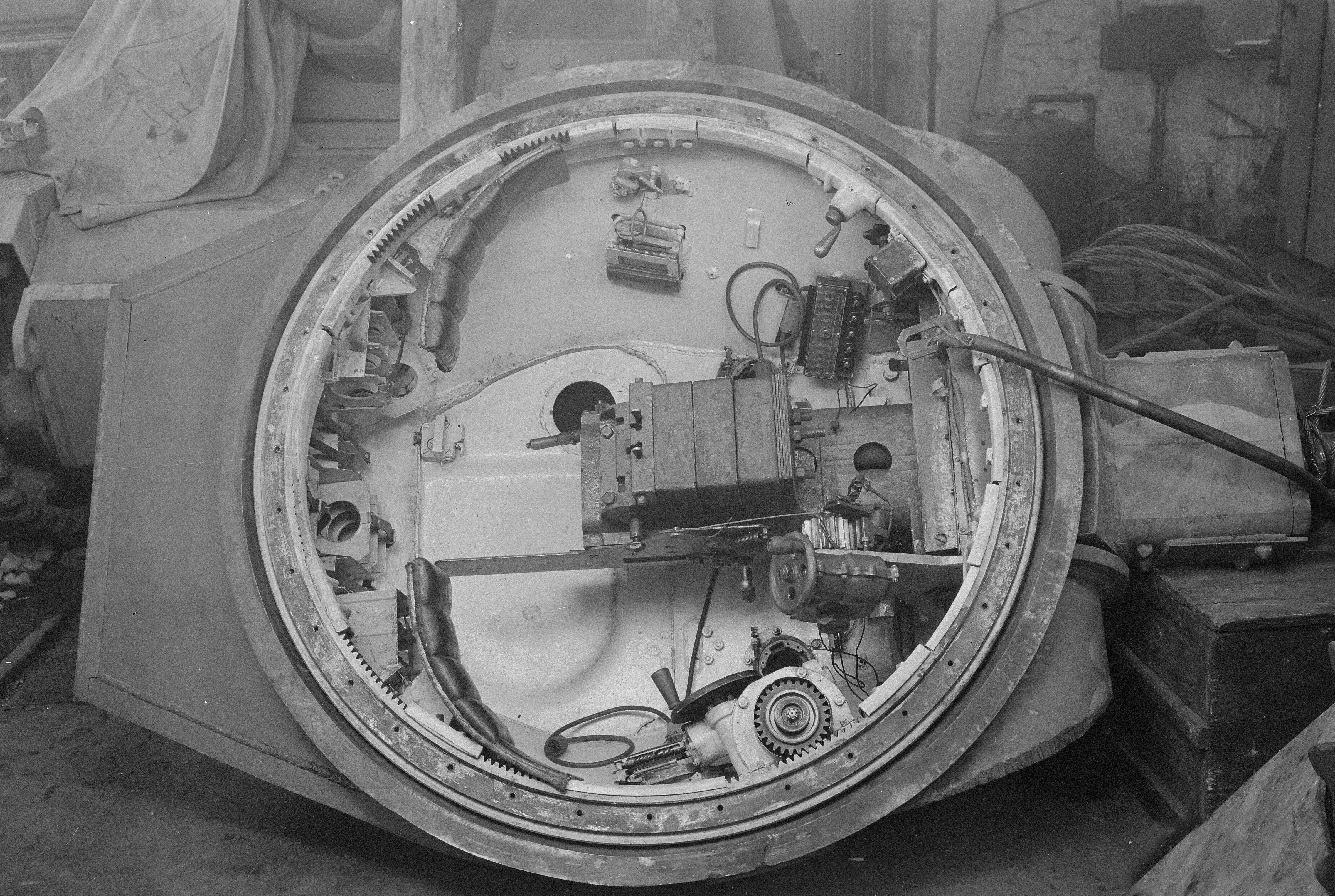
Tháp pháo T-34 Model 1941 có bố trí lại vị trí đặt thiết bị quan sát

Các tài liệu phương Tây trước kia thường cho rằng xe tăng Liên Xô có kính ngắm chất lượng thấp. Nhưng thực ra, kính ngắm là một điểm mạnh của xe tăng Liên Xô (trước chiến tranh, Liên Xô đã mua được công nghệ chế tạo thủy tinh chất lượng cao từ Đức rồi sau đó tự chế tạo trong nước).
Xe tăng T-34-76 (mang pháo 76mm) được trang bị kính ngắm kính ngắm TMFD-7 có độ phóng đại 2,5x với trường nhìn 15°, tính năng của nó vượt trội so với kính ngắm M38 trên xe tăng M4 Sherman các phiên bản đầu của Mỹ (chỉ có độ phóng đại 1,44x với trường nhìn 9°), và gần tương đương với kính ngắm TZF-5F của xe tăng Panzer IV Ausf-H của Đức (độ phóng đại 2,5x với trường nhìn 25°).
Sau này, khi T-34 được nâng cấp lên phiên bản T-34-85 mang pháo 85mm, kính ngắm của xe cũng được nâng cấp để đáp ứng tầm bắn xa hơn của khẩu pháo. Xe tăng T-34-85 được trang bị kính ngắm TSh-16 có độ phóng đại 4x với trường nhìn 16°. Tính năng của TSh-16 vượt trội hơn kính ngắm trên hầu hết các phiên bản xe tăng hạng trung cùng thời như M4 Sherman của Mỹ hoặc Panzer IV, và gần tương đương với kính ngắm trên xe tăng hạng nặng của Đức (kính ngắm TZF-12A trên xe tăng Panther, kính ngắm TZF-9C trên xe tăng Tiger I, kính ngắm TZF-9D trên xe tăng Tiger II của Đức đều có mức phóng đại 2 chế độ: 2,5x với trường nhìn 28° hoặc 5x với trường nhìn 14°)

### Hỏa lực

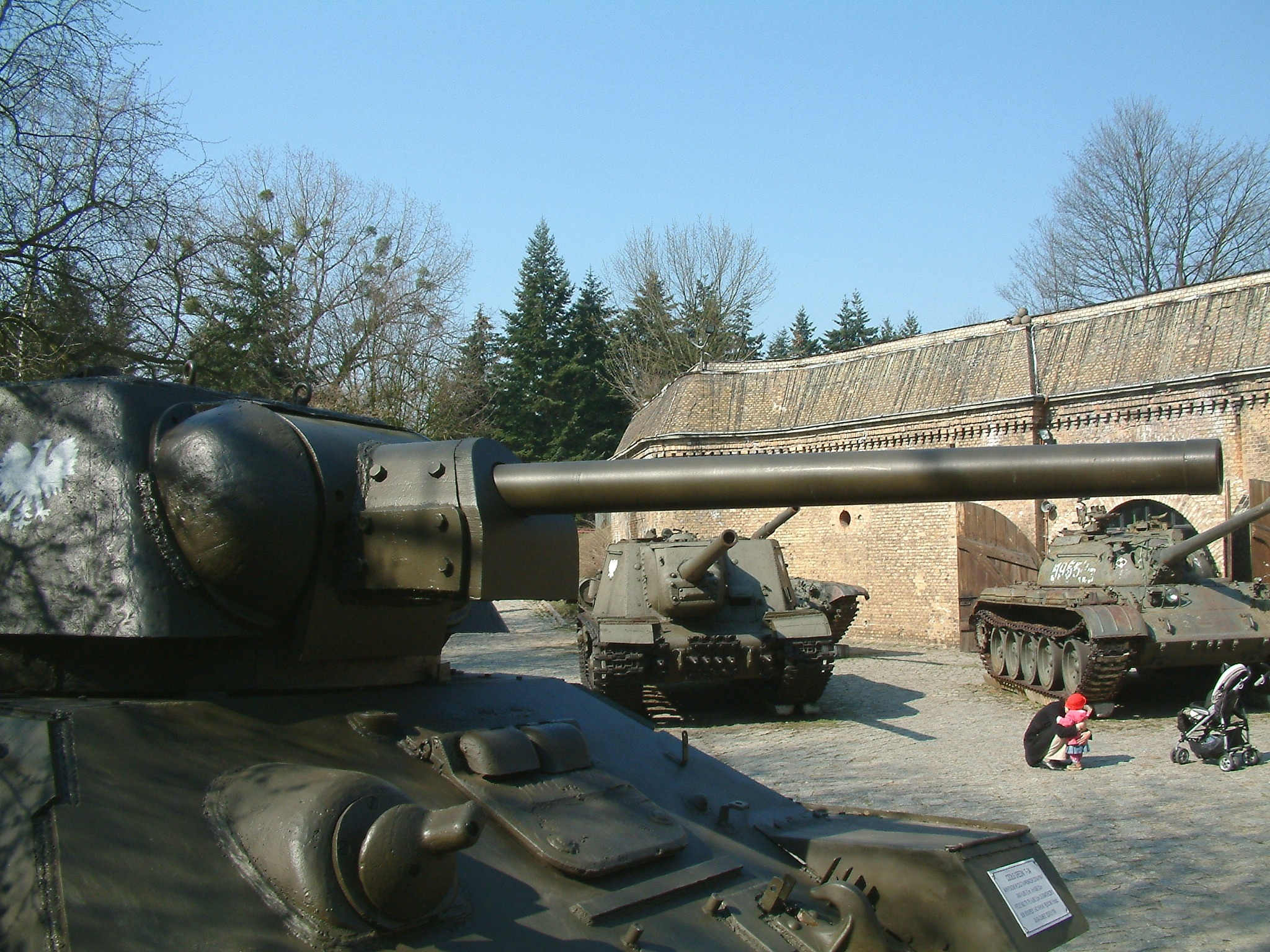
Pháo 76 mm F-34 trên T-34-76

Phiên bản T-34 ban đầu được trang bị pháo 76,2 ly và thường được gọi với cái tên T-34/76  (lúc ban đầu đây là một mẫu thiết kế dành cho Chiến tranh thế giới thứ hai).
Pháo 76mm L/42 khi dùng đạn xuyên giáp BR-350A có thể chọc thủng lớp giáp trước dày 50mm của xe tăng hạng trung Đức như Panzer III, Panzer IV Ausf-F từ cự ly 1.200 mét. Đây là loại pháo mạnh hơn so với hầu hết các loại pháo trang bị trên xe tăng hạng trung trên thế giới vào thời điểm năm 1940 (các loại xe tăng Mỹ, Anh, Pháp, Đức khi đó thường chỉ mang pháo từ 50mm trở xuống, hoặc mang pháo 75mm nhưng nòng ngắn). Điều này đem lại cho T-34 ưu thế hỏa lực trong giai đoạn đầu chiến tranh (năm 1941).
Tới đầu năm 1942, để đối phó với T-34, Đức cải tiến và cho ra phiên bản Panzer IV Ausf-G có giáp trước thân xe dày 80mm, giáp trước tháp pháo dày 50mm. Pháo 76mm L/42 bắt đầu giảm hiệu quả, ở góc đối diện khi dùng đạn xuyên giáp BR-350B, nó vẫn có thể được giáp trước tháp pháo Panzer IV Ausf-G ở cự ly 1.800 mét, nhưng chỉ có thể bắn xuyên giáp trước thân xe ở cự ly khoảng 500 mét.
Tới đầu năm 1943, Đức đưa ra sản xuất các loại xe tăng hạng nặng như Panther và Tiger I có giáp trước dày trên 100mm. Pháo 76mm trở nên lạc hậu, đạn xuyên giáp thông thường BR-350B APHEBC không thể bắn thủng giáp trước của Tiger I từ bất cứ cự ly nào, trong khi chỉ có thể bắn thủng giáp hông từ cự ly gần (khoảng 500 mét trở xuống). Đạn xuyên giáp cao cấp BR-350P APCR ( lõi tungsten) thì chỉ có thể bắn xuyên mặt trước Tiger I ở cự ly 200 - 300 mét hoặc xuyên được giáp hông ở cự ly 700 mét, và loại đạn này cũng chỉ được sản xuất hàng loạt vào đầu năm 1944.

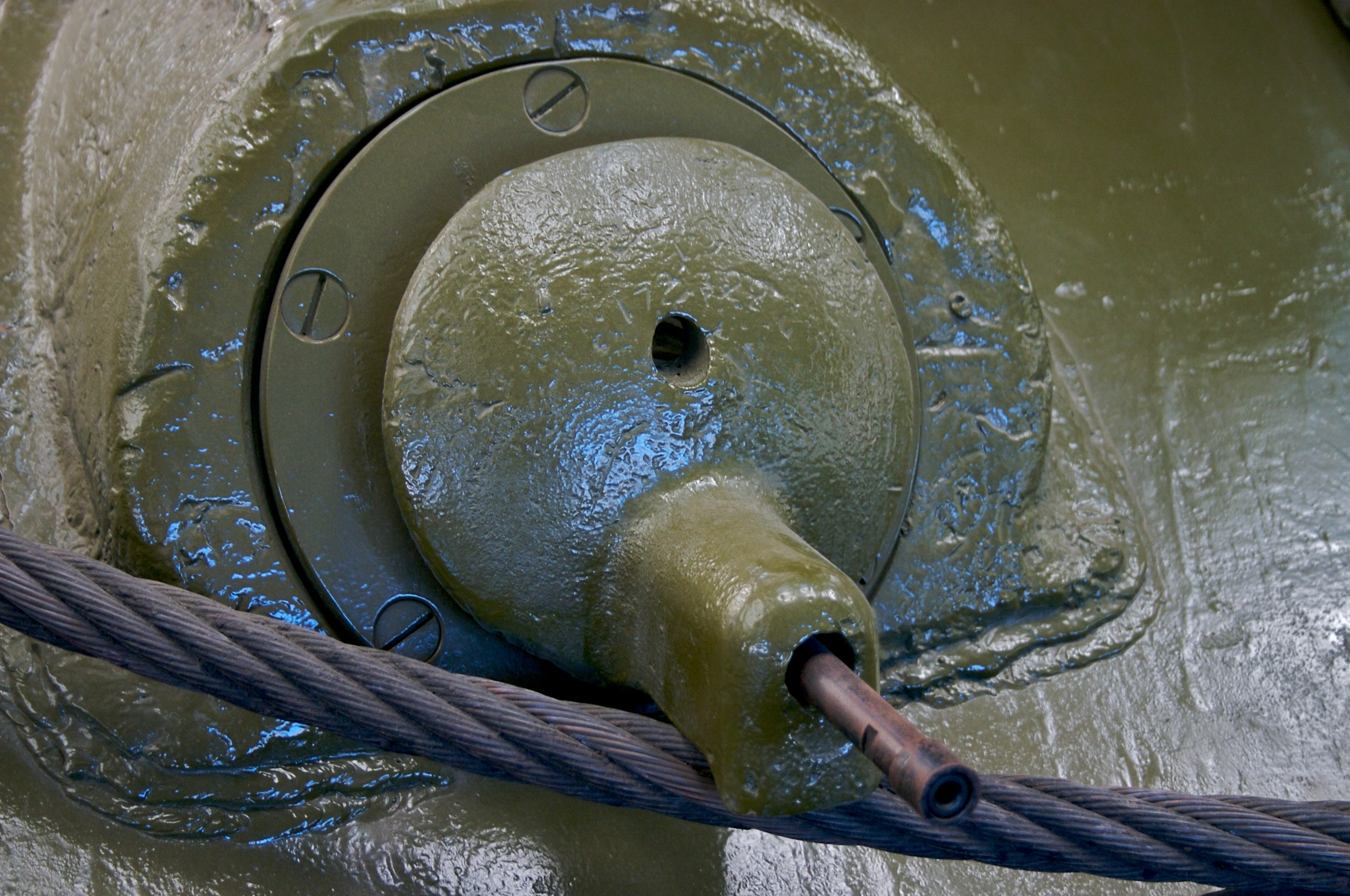
Súng máy DT 7,62 mm tại mắt trước của xe

Do vậy, đầu năm 1944, một phiên bản thứ hai của T-34 bắt đầu được sản xuất với cái tên T-34-85 hay T-34/85, được trang bị khẩu pháo có cỡ nòng 85 mm L/52, một tháp pháo lớn hơn dành cho ba người và vỏ giáp tháp pháo cũng được tăng cường.
T-34/85 có lớp giáp trước tháp pháo dày 90mm cong hình bán cầu và trang bị pháo 85mm nòng dài, khiến nó trở thành loại xe tăng hạng trung có hỏa lực và vỏ giáp mạnh hàng đầu trong thế chiến thứ 2, hoàn toàn vượt trội loại Panzer IV của Đức và có thể đối đầu với cả xe tăng hạng nặng trong nhiều trường hợp. Ở góc chạm vuông góc, đạn xuyên giáp BR-365 APCBC của pháo 85mm có thể xuyên thủng ~138mm thép (cự ly 100 mét) hoặc 102mm thép (ở cự ly 1.000 mét), đủ sức chọc thủng lớp giáp trước dày 80mm của Panzer IV Ausf-G từ cự ly 1.500 mét, đem lại ưu thế cho T-34/85 khi đối đầu trực diện với tăng hạng trung của Đức. Ngoài ra, T-34/85 còn có loại đạn xuyên giáp cao cấp BR-365P APCR (lõi tungsten), có thể xuyên thủng ~175mm thép (ở cự ly 100 mét) hoặc ~100mm thép (ở cự ly 1.000 mét), chuyên dùng để đối phó với xe tăng hạng nặng như Panther hoặc Tiger I.
T-34/85 được thiết kế để giành lại ưu thế trước xe tăng hạng trung của Đức, việc đối đầu với xe tăng hạng nặng Đức là nhiệm vụ của xe tăng Iosif Stalin. Tuy nhiên, T-34/85 vẫn đủ sức đối đầu với xe tăng hạng nặng Đức nếu tác chiến ở cự ly ngắn hoặc trung bình. Khi đứng đối diện, đạn xuyên giáp BR-365 APCBC của pháo 85mm có thể xuyên thủng giáp trước thân xe của xe tăng hạng nặng Đức là Tiger I ở cự ly khoảng 1.000 mét, xuyên được giáp trước tháp pháo ở cự ly 500 mét, còn nếu bắn ngang hông của Tiger I thì có thể xuyên thủng ở cự ly tới 1.600 mét. Nếu sử dụng đạn xuyên giáp cao cấp BR-365P APCR (lõi tungsten), T-34/85 có thể bắn xuyên mặt trước tháp pháo của Tiger I ở cự ly khoảng 800 mét hoặc xuyên được giáp trước thân xe ở cự ly 1.100 mét, đủ để hạ gục Tiger I ở cự ly chiến đấu tầm trung.
Tuy nhiên, thử nghiệm ở Kubilka cho thấy T-34 còn có thể tiêu diệt Tiger I ở cự ly xa hơn so với các con số về lý thuyết ở trên, bởi kim loại làm vỏ giáp của Tiger I có chất lượng không cao (một vấn đề xảy ra với phần lớn các xe tăng Đức giai đoạn nửa sau thế chiến 2, bởi người Đức ngày càng khó tìm đủ quặng để sản xuất ra loại thép hợp kim chất lượng cao). Ngay cả ở cự ly 1.500 mét, đạn xuyên giáp 85mm dù không thể xuyên thủng được giáp trước thân xe của Tiger I nhưng động năng của viên đạn có thể gây nứt và suy yếu kết cấu vỏ giáp, và đến phát đạn thứ 2 (cũng ở 1.500 mét) thì viên đạn 85mm có thể xé rách giáp trước của Tiger I.

Cấu tạo bên trong T-34-85.

Ngoài ra, T-34 còn được hưởng lợi thế nhờ ngành công nghiệp luyện kim tungsten của Liên Xô. Trước chiến tranh, Liên Xô là nước chế biến quặng tungsten với sản lượng lớn nhất thế giới, và đây lại là nguyên liệu để sản xuất đạn xuyên giáp cao cấp APCR. Ở thời điểm năm 1944, đạn APCR đều là loại đạn hiếm với cả xe tăng Đức và Mỹ: quân đội Mỹ chỉ có thể cố gắng trang bị cho mỗi xe tăng 1 viên đạn APCR, trong khi xe tăng Đức thường không được trang bị đạn APCR do thiếu nguồn cung quặng tungsten. Trong khi đó, mỗi chiếc T-34-85 thường được trang bị tới 5-6 viên đạn APCR mỗi xe Ở cự ly 1000 mét trở xuống, đạn APCR cỡ 85mm có sức xuyên còn cao hơn so với đạn 88mm APCBC của Tiger I hoặc đạn 75mm APCBC của Panther, giúp T-34 có thể cân bằng hỏa lực với xe tăng hạng nặng Đức khi tác chiến ở cự ly ngắn hoặc trung bình.
Nhìn chung, nếu đánh trực diện ở cự ly xa (trên 1 km), Tiger với lớp giáp dày hơn và pháo mạnh hơn sẽ vượt trội hoàn toàn so với T-34. Tuy nhiên, do vật cản, khói bụi và sự hỗn loạn của chiến trường, phần lớn các cuộc đấu tăng thời đó chỉ xảy ra ở cự ly 1.000 mét đổ lại, do vậy ưu thế đánh xa của Tiger ít khi được phát huy. Ngược lại, nếu Tiger không phát hiện và bắn trúng được T-34/85 trước khi nó áp sát vào tầm 1.000 mét, lợi thế cận chiến khi đó sẽ nghiêng về T-34 nhờ tốc độ cao và độ linh hoạt của nó. Mặt khác, nếu T-34/85 dùng lối đánh tạt sườn và ngắm bắn được vào phần hông xe của Tiger (nơi có giáp mỏng hơn), nó có thể tiêu diệt Tiger từ cự ly tới 1,5 km. Cộng thêm ưu thế số lượng (do giá thành sản xuất rẻ và dễ sửa chữa), trong giai đoạn cuối chiến tranh, T-34/85 đã hoàn toàn áp đảo Tiger.

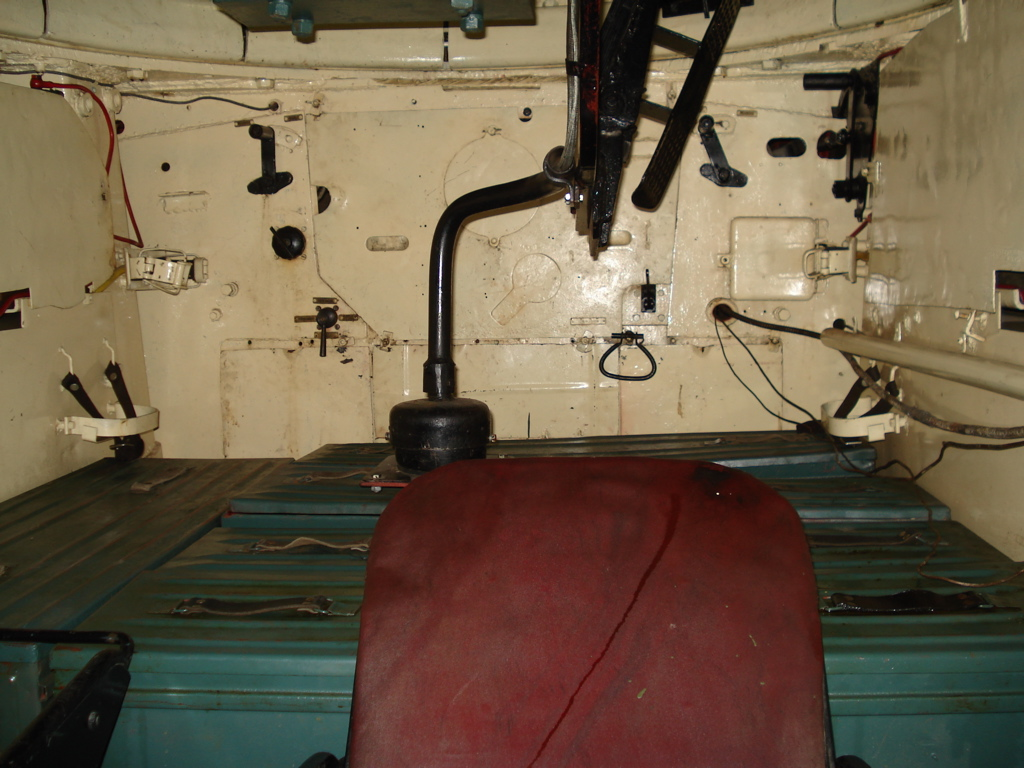
Nội thất của một chiếc T-34-85

Một ví dụ về tính hiệu quả của T-34/85 trong giai đoạn cuối chiến tranh là trận Kielce-Khmielnik, diễn ra trong Chiến dịch Wisla-Oder. Ngày 13/1/1945, Tiểu đoàn tăng hạng nặng số 524 của Đức có trong trang bị 23 xe tăng hạng siêu nặng Tiger II và 29 xe tăng hạng nặng Tiger I đã tấn công từ Khmielnik ở phía Nam và từ khu vực gần Kielce về phía bắc, ngoài ra tiểu đoàn 524 còn được yểm trợ bởi 13 xe tăng Panther từ Sư đoàn xe tăng số 16. Lữ đoàn xe tăng cận vệ số 61 của Liên Xô đã huy động 40 xe tăng T-34/85 chặn đánh ở làng Lisow. Các xe tăng T-34/85 đã ngụy trang khéo léo, chờ đến khi xe tăng Đức vào phạm vi 150 mét thì mới nổ súng, phá hủy ngay lập tức 4 chiếc Tiger và phá hủy tiếp 9 chiếc khác sau đó, khiến quân Đức phải rút lui. Sau thất bại của cuộc tấn công đầu tiên, người Đức huy động 30 xe tăng Tiger (một nửa trong số đó là Tiger II) và 13 xe tăng Panther để tấn công lần nữa. Bất chấp việc quân Đức có ưu thế vượt trội (40 xe tăng hạng trung T-34 Liên Xô phải chống lại 43 xe tăng hạng nặng Đức), các xe T-34-85 sử dụng ưu thế cơ động đã liên tục di chuyển giữa những ngôi nhà đang cháy, và tiếp tục bắn vào xe tăng Đức ở cự ly gần. Đến 6 giờ tối, trận đánh kết thúc. Quân Đức tổn thất nặng với 7 chiếc Tiger I, 5 chiếc Tiger II và 5 xe tăng Panther đã bị phá hủy hoặc bị bỏ lại, nhiều xe khác bị hỏng nặng nhưng được kéo về. Tổng cộng trong 2 đợt tấn công thất bại, phía Đức đã bị phá hủy ít nhất 35 xe tăng các loại (gồm phần lớn là các xe tăng hạng nặng Tiger I và Tiger II), nhiều xe khác bị hỏng nặng. Trong khi đó, Liên Xô chỉ tổn thất 11 xe tăng T-34/85 bị phá hủy và 11 chiếc khác bị hư hại nhưng có thể sửa lại dễ dàng (số xe hỏng được sửa chữa xong vào ngay hôm sau). Tiểu đoàn xe tăng hạng nặng số 524 tinh nhuệ của Đức gần như bị xóa sổ sau thất bại này, cả tiểu đoàn trưởng cũng tử trận

### Sản xuất

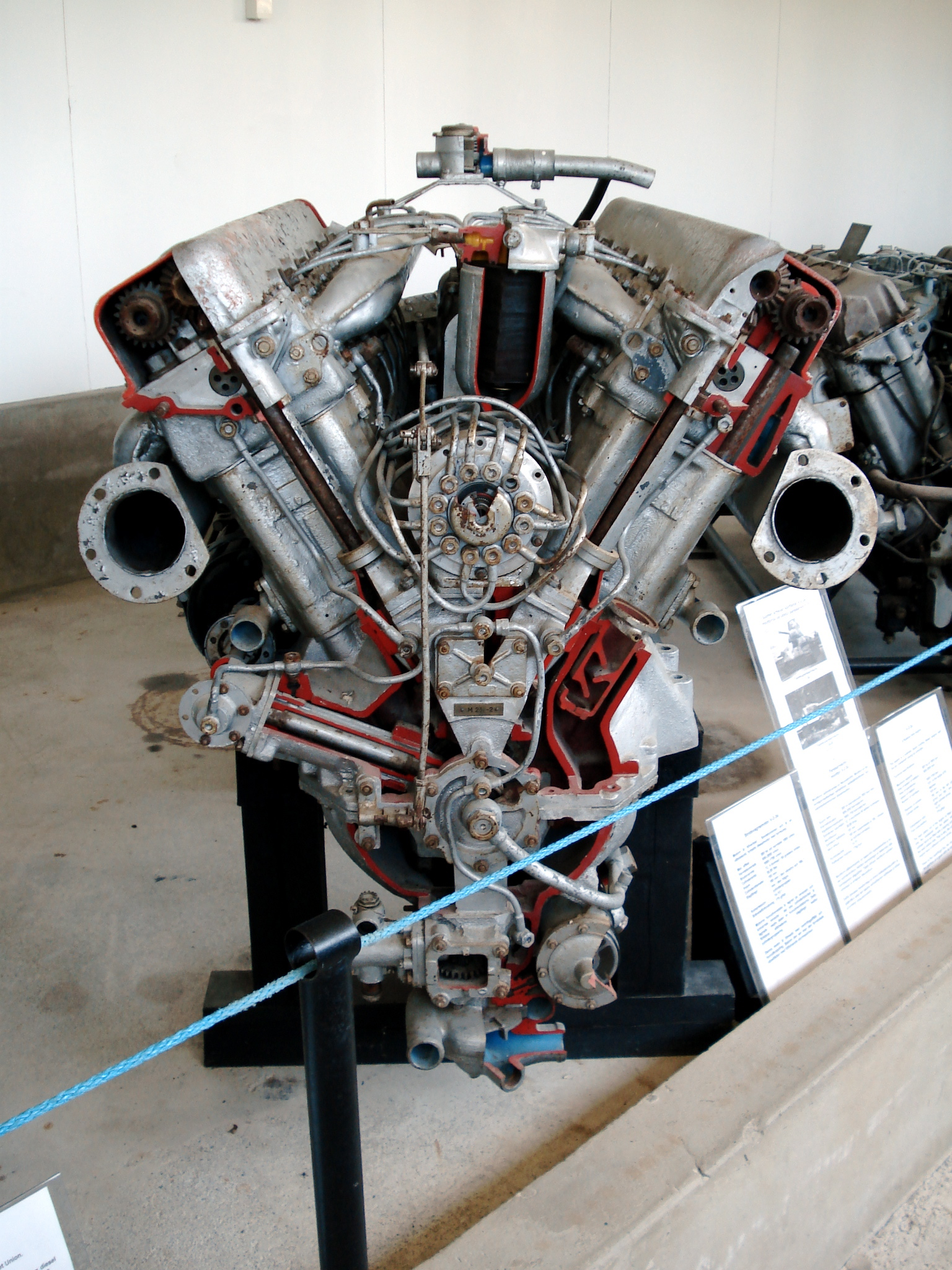
Động cơ Diesel 12 xilanh V-2 của xe tăng T-34, trưng bày tại Bảo tàng xe tăng Parola tại Parola, Hattula, Phần Lan.

Việc sản xuất T-34 là một thách thức mới của nền công nghiệp Liên Xô. Vỏ giáp được tăng cường của nó khiến T-34 trở nên nặng hơn bất cứ loại xe tăng hạng trung nào của Liên Xô trong thời gian đó, và nhiều bộ phận của xe tăng lại đến từ những nhà máy khác nhau: động cơ diesel V-2 do Nhà máy Diesel Kharkov số 75 sản xuất, Nhà máy Kirovsky ở Leningrad (trước đó mang tên là nhà máy Putilov) đảm trách khẩu pháo tăng L-11, và Nhà máy Dinamo tại Moskva sản xuất các phụ tùng điện tử cho T-34. Ban đầu T-34 được sản xuất tại nhà máy KhPZ số 183, đến đầu năm 1941 thì nó được chế tạo tại Nhà máy máy kéo Stalingrad (STZ), và từ tháng 7 trở đi (không lâu sau khi quân Đức xâm lược Liên Xô) thì Nhà máy Krasnoye Sormovo số 112 Gorky đảm trách việc sản xuất T-34. Tuy nhiên lúc đó vỏ giáp của xe tăng vẫn mắc nhiều khuyết điểm và gây ra khá nhiều phiền toái. Và do trong thời gian đó, động cơ diesel V-2 chưa được sản xuất với số lượng lớn tại Liên Xô, vì vậy những chiếc T-34 đầu tiên xuất xưởng ở Gorky (T-34 Model 1940) phải sử dụng động cơ xăng MT-17 của dòng tăng BT để thay thế. Chúng cũng buộc phải sử dụng hệ thống truyền động và khớp kém chất lượng hơn của các xe tăng BT.
Động cơ xăng có nhược điểm so với động cơ diesel ở chỗ: nếu động cơ xăng hoạt động liên tục trong thời gian dài thì máy sẽ bị quá nóng và các chi tiết sẽ bị giãn nở không đồng đều, công suất của động cơ xăng sẽ bị yếu dần. Ngoài ra, chi phí sản xuất động cơ xăng và cả nhiên liệu xăng đều đắt hơn so với sản xuất diesel và động cơ diesel. Những xe tăng sử dụng động cơ xăng còn dễ bốc cháy hơn, vì xăng dễ bắt lửa hơn dầu diesel và khi đã cháy thì cực kỳ khó dập lửa. Do vậy, khi động cơ diesel V-2 được sản xuất với số lượng lớn, tất cả T-34 sản xuất từ năm 1941 trở về sau đều dùng động cơ diesel thay cho động cơ xăng.
Thời kỳ đầu, chỉ có các xe tăng dành cho chỉ huy mới được trang bị hệ thống bộ đàm vì những thứ này rất đắt và hiếm ở Liên Xô lúc đó. Khẩu pháo tăng L-11 cỡ 76mm L/30,5 cũng không đạt hiệu quả như mong muốn, vì vậy Phòng thiết kế của Vasiliy Gavrilovich Grabin tại Nhà máy Gorky số 92 đã thiết kế cho T-34 một mẫu pháo 76,2 ly mạnh hơn mang tên F-34. Mặc dù chưa được sự cho phép của trung ương, nhà máy Gorky và KhPZ đã "xé rào" và tự ý sản xuất mẫu súng mới này. Mãi sau khi nhận được những báo cáo tích cực về khẩu F-34 từ mặt trận, Ủy ban Quốc phòng Xô Viết mới chính thức chấp thuận việc sản xuất đại trà khẩu pháo F-34.

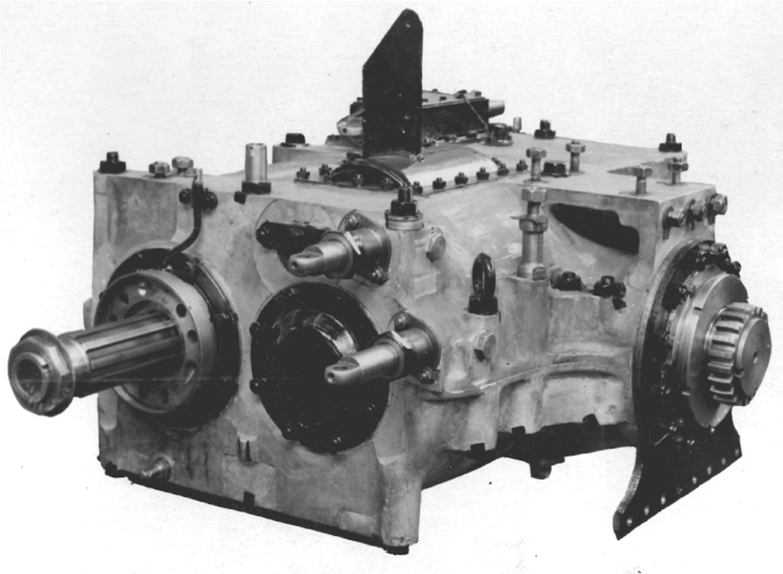
Hộp số 4 cấp của xe tăng T-34.

Khi những chiếc T-34 Model 1940 đầu tiên còn chưa kịp chuyển đến các đơn vị thì nó đã bị ngừng sản xuất để chuyển sang sản xuất phiên bản tiếp theo là T-34 Model 1941. T-34 Model 1941 sử dụng pháo F-34 76mm L/42,5 thay cho pháo L-11 76mm L/30,5 - cho phép tăng đáng kể độ xuyên giáp của Model 1941 so với phiên bản Model 1940 ban đầu. Thiết kế này cũng có giáp dày hơn thiết kế ban đầu nhưng trọng lượng nhỉnh hơn không đáng kể. Model 1941 tới tiền tuyến vừa kịp vào mùa hè năm 1941.

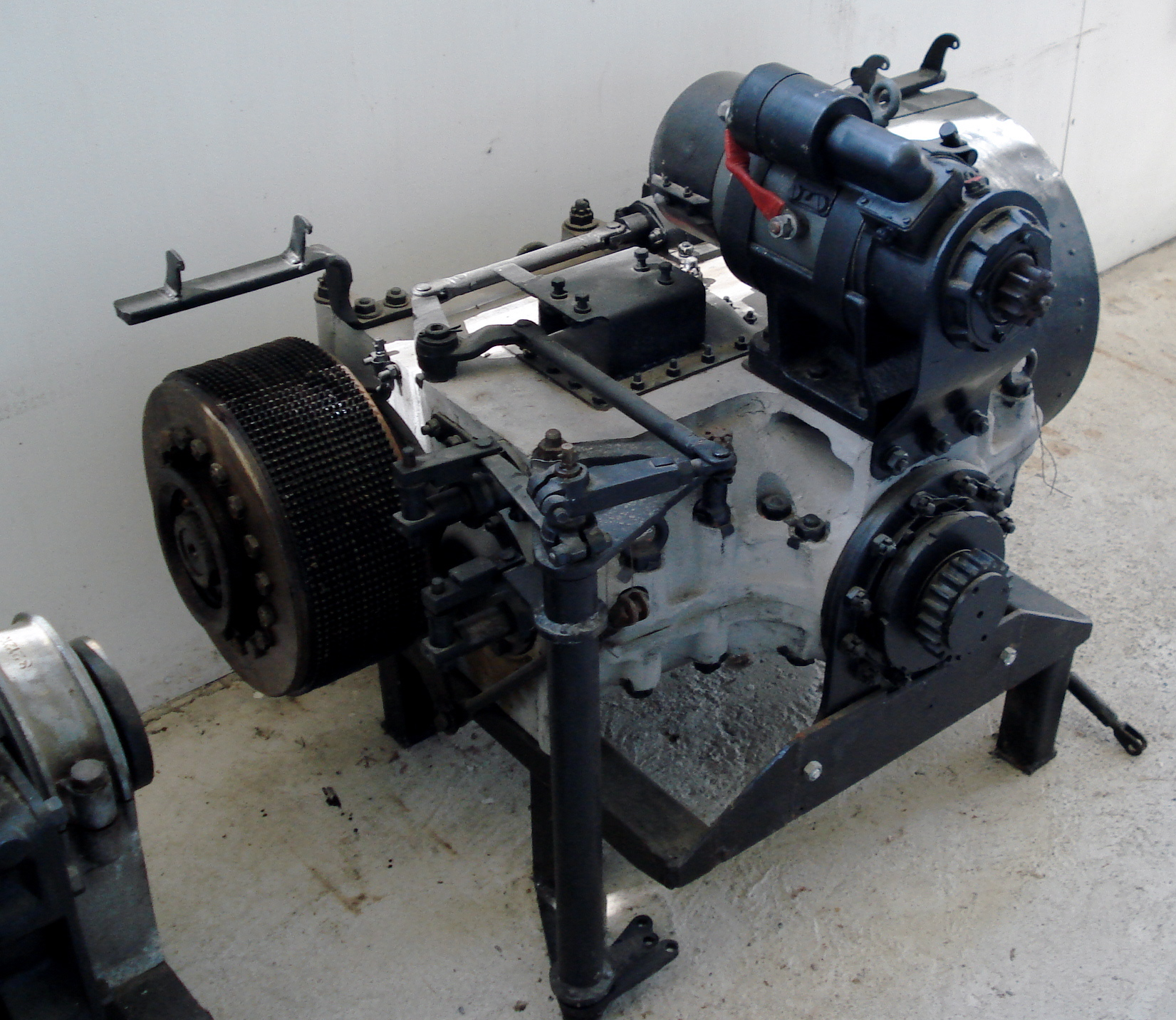
Bộ truyền động cuả T-34

Việc sản xuất T-34 chịu nhiều sức ép chính trị đến từ các thế lực bảo thủ trong Hồng quân Liên Xô, họ mong muốn quân đội tập trung tài lực cho việc phát triển các mẫu tăng T-26 và BT, hoặc muốn đình chỉ việc sản xuất T-34 cho đến khi hoàn tất việc thiết kế mẫu T-34M tân tiến hơn. So với T-34 nguyên mẫu, T-34M có vỏ giáp tốt hơn, tháp pháo rộng hơn cho 3 người, nắp quan sát cho chỉ huy và dự trữ đạn pháo tăng lên 100 viên). Sức ép này đến từ những nhóm thiết kế các mẫu KV-1, những đối thủ cạnh tranh với T-34. (Sức ép chính trị giữa các nhóm thiết kế và các nhà máy sản xuất những loại tăng khác nhau nhưng đáp ứng cùng một yêu cầu do cấp trên đưa ra vẫn tiếp tục trong nhiều năm sau chiến tranh, bao gồm cả quãng thời gian mà các loại tăng T-55, T-64, T-72, T-80 cùng được sản xuất tại những nhà máy xe tăng nằm dưới quyền của nhiều nhóm khác nhau trong nội bộ Xô Viết Tối cao). Tuy nhiên cuộc tấn công của phát xít Đức vào ngày 22 tháng 6 năm 1941 (tức chiến dịch Barbarossa) buộc Liên Xô phải tập trung vào việc sản xuất T-34 và đình chỉ mọi kế hoạch phát triển T-34M. Khi Đức tổ chức tổng tiến công Liên Xô thì đã có khoảng gần 1.000 xe tăng T-34 Model 1940 và Model 1941 được sản xuất từ hai nhà máy ở Kharkov và Stalingrad.
Cuộc tấn công chớp nhoáng của Đức buộc các nhà máy xe tăng phải thực hiện một cuộc sơ tán gấp rút và với quy mô chưa từng thấy về khu vực Ural. Nhà máy sản xuất T-34 ở Kharkov cũng được lệnh sơ tán ngay lập tức khi cuộc chiến xảy ra và tới tháng 9 cùng năm, toàn bộ nhà máy này đã được xây dựng lại ở Nizhniy Tagil, phía Đông dãy Ural. Các cơ sở sản xuất của KhPZ được tái thiết lập tại Nhà máy ôtô ray Dzherzhinski Ural ở Nizhny Tagil và đổi tên thành Nhà máy xe tăng Stalin số 183. Nhà máy Kirovsky được sơ tán chỉ vài tuần trước khi Leningrad bị quân Đức bao vây, và cùng với Nhà máy máy kéo Stalin di chuyển về vùng Chelyabinsk - không lâu sau đó Chelyabinsk nhanh chóng có biệt danh "Thành phố xe tăng" (Tankograd) do xe tăng trở thành sản phẩm chủ yếu của khu công nghiệp này. Nhà máy xe tăng Voroshilov số 174 sơ tán từ Leningrad và sát nhập với Nhà máy Ural để hình thành nên Nhà máy Omsk số 174. Nhà máy cơ khí hạng nặng Ordzhonikidze Ural (UZTM) tại Sverdlovsk sát nhập một số nhà máy nhỏ với nó. Trong khi các nhà máy kể trên được sơ tán với một tốc độ kỷ lục, khu liên hợp xung quanh Nhà máy máy kéo Stalin sản xuất đến 40% số xe tăng T-34.

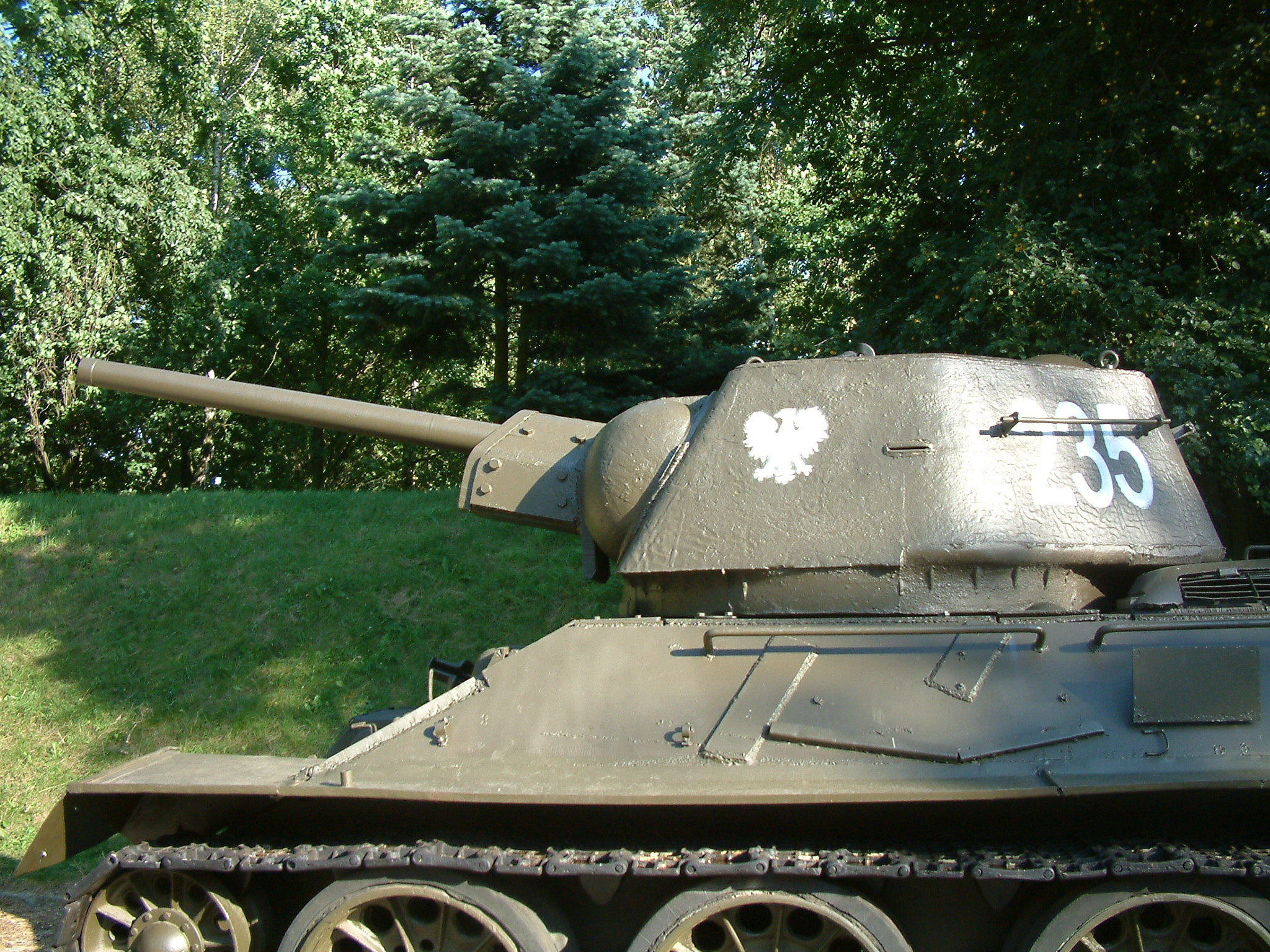
Xe tăng T-34/76 Model 1942 thay thế tháp pháo hàn bằng tháp pháo đúc hình lục giác để sản xuất nhanh hơn

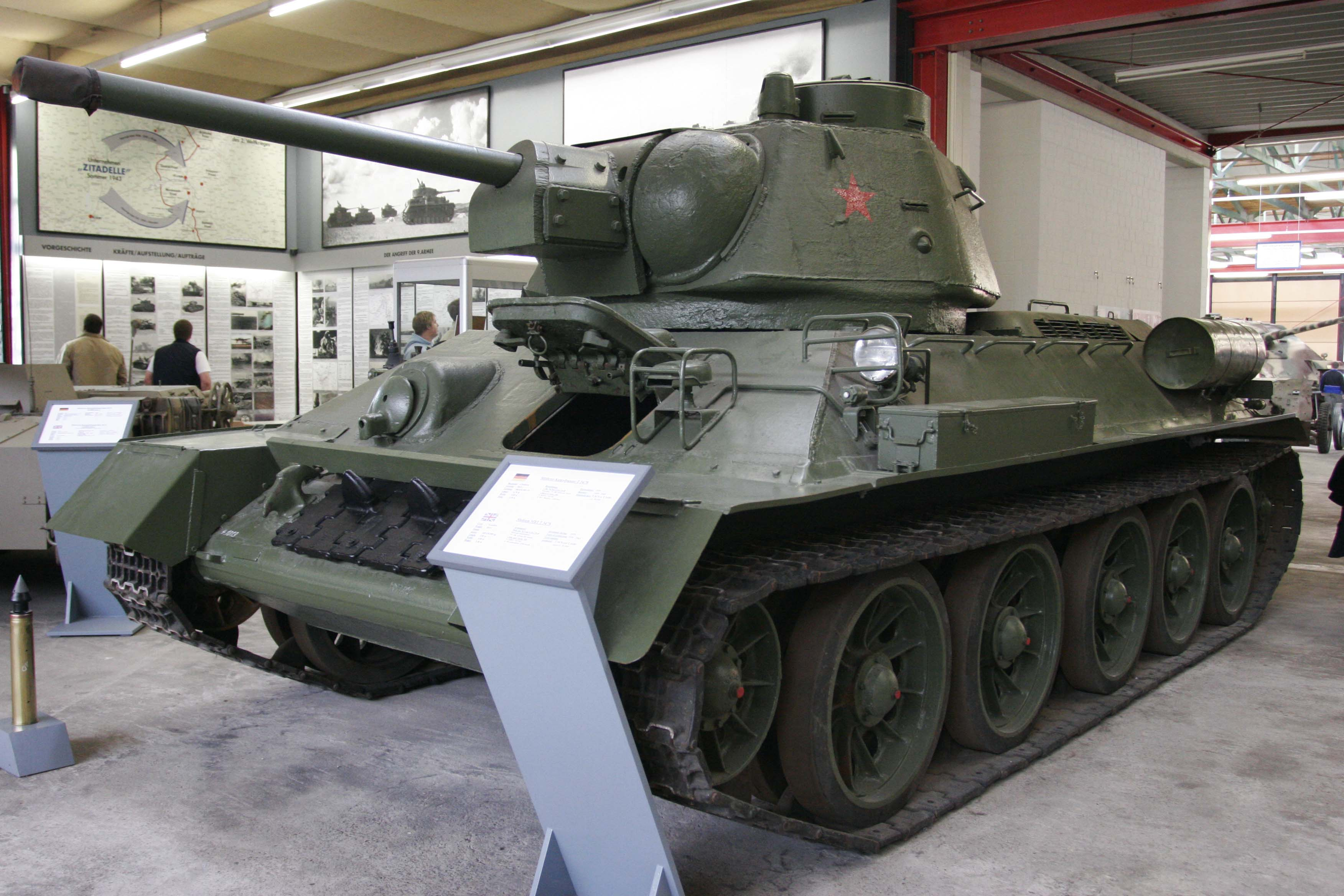
Xe tăng T-34/76 Model 1943 có thêm hộp quan sát trên nóc tháp pháo (Cupola) dành cho trưởng xe

Tới năm 1942, phiên bản T-34 Model 1942 được đưa vào sản xuất. So với Model 1941, phiên bản này có vài cải tiến không đáng kể, hiệu năng chiến đấu của xe gần như vẫn giữ nguyên. Những cải tiến ở phiên bản 1942 chủ yếu giúp cho quá trình lắp ráp và sản xuất xe tăng diễn ra nhanh hơn. Cụ thể như các phiên bản này sử dụng tháp pháo hình lục giác được đúc thay vì hàn, giúp thời gian hoàn thành tháp pháo giảm xuống đáng kể. Phiên bản này cũng thay thế cửa nóc to trên tháp pháo bằng hai cửa nắp nhỏ ở hai bên đối xứng nhau. Phiên bản hai cửa nóc này còn được lính Hồng quân gọi là “Chuột Mickey” vì khi mở cả hai cửa nóc, trông chiếc T-34 như có thêm đôi tai chuột trên nóc tháp pháo vậy.
Phiên bản T-34 sử dụng pháo 76mm cuối cùng mang tên T-34 Model 1943 dù nó được đưa vào sản xuất từ giữa năm 1942. Nó cũng gần giống như Model 1942, nhưng được bổ sung thêm một hộp quan sát trên nóc tháp pháo (Cupola) dành cho trưởng xe để tăng khả năng quan sát chiến trường.
Đến nửa cuối năm 1942, khi chiến sự lan đến tận khu vực Stalingrad và nhà máy bị bao vây bởi những cuộc chiến đấu đẫm máu giữa hai bên, tình hình sản xuất xe tăng trở nên tồi tệ vì thiếu hụt nguyên liệu, điều này dẫn đến nhiều thay đổi quan trọng trong quy trình sản xuất nhằm ứng phó với tình hình. Những xe tăng T-34 chưa được quét sơn, chưa được lắp ráp thiết bị phụ nhưng vẫn tiến thẳng ra mặt trận chiến đấu với quân đội Đức Quốc Xã. Các nhà máy ở Stalingrad tiếp tục công việc sản xuất cho đến tháng 9 năm 1942 thì bị Đức ném bom phá hủy.
Những xe tăng T-34/76 được chế tạo vội vã vào thời kỳ đầu chiến tranh (năm 1941, 1942) với nhân công không chuyên (có cả người già, phụ nữ, trẻ em) nên thường bị trục trặc kỹ thuật. Trong trận phản công của Liên Xô ở Stalingrad vào mùa Đông năm 1942, 326 chiếc trên tổng số 400 xe tăng T-34 của Liên Xô tung vào trận đã bị hỏng hoàn toàn, trong đó chỉ 66 chiếc bị phá hủy khi tham chiến trực tiếp, số còn lại là tự hỏng, không thể sửa chữa trong điều kiện chiến đấu nên kíp lái phải tự phá huỷ xe để rút lui. Các thử nghiệm được Liên Xô tiến hành vào năm 1942 cho thấy chỉ 7% xe tăng T-34 được xuất xưởng trong điều kiện “hoàn hảo”, 93% còn lại được xuất xưởng trong điều kiện có trục trặc kỹ thuật chưa kịp khắc phục. Trong số 93% này, phần lớn sẽ hỏng sau 300 km hoạt động và buộc phải sửa chữa lại, chỉ 8% chạy 300 km hành quân đường bộ mà không bị trục trặc gì. Trong thời kỳ này, mỗi lữ đoàn xe tăng của Liên Xô sẽ có từ 30% tới 50% xe tăng T-34 bị trục trặc trên đường hành quân ra chiến trường. Nhưng điểm vượt trội nhất của T-34 nằm ở thiết kế đơn giản, khiến cho việc sản xuất và sửa chữa rất nhanh. Dù có nhiều xe tự hỏng, lực lượng thiết giáp Liên Xô vẫn có đủ số lượng T-34 để áp đảo đối phương. Một câu nói, được cho là của lãnh đạo Liên Xô Stalin, khẳng định “Bản thân số lượng cũng là một dạng chất lượng” (“Quantity has a quality all its own”).

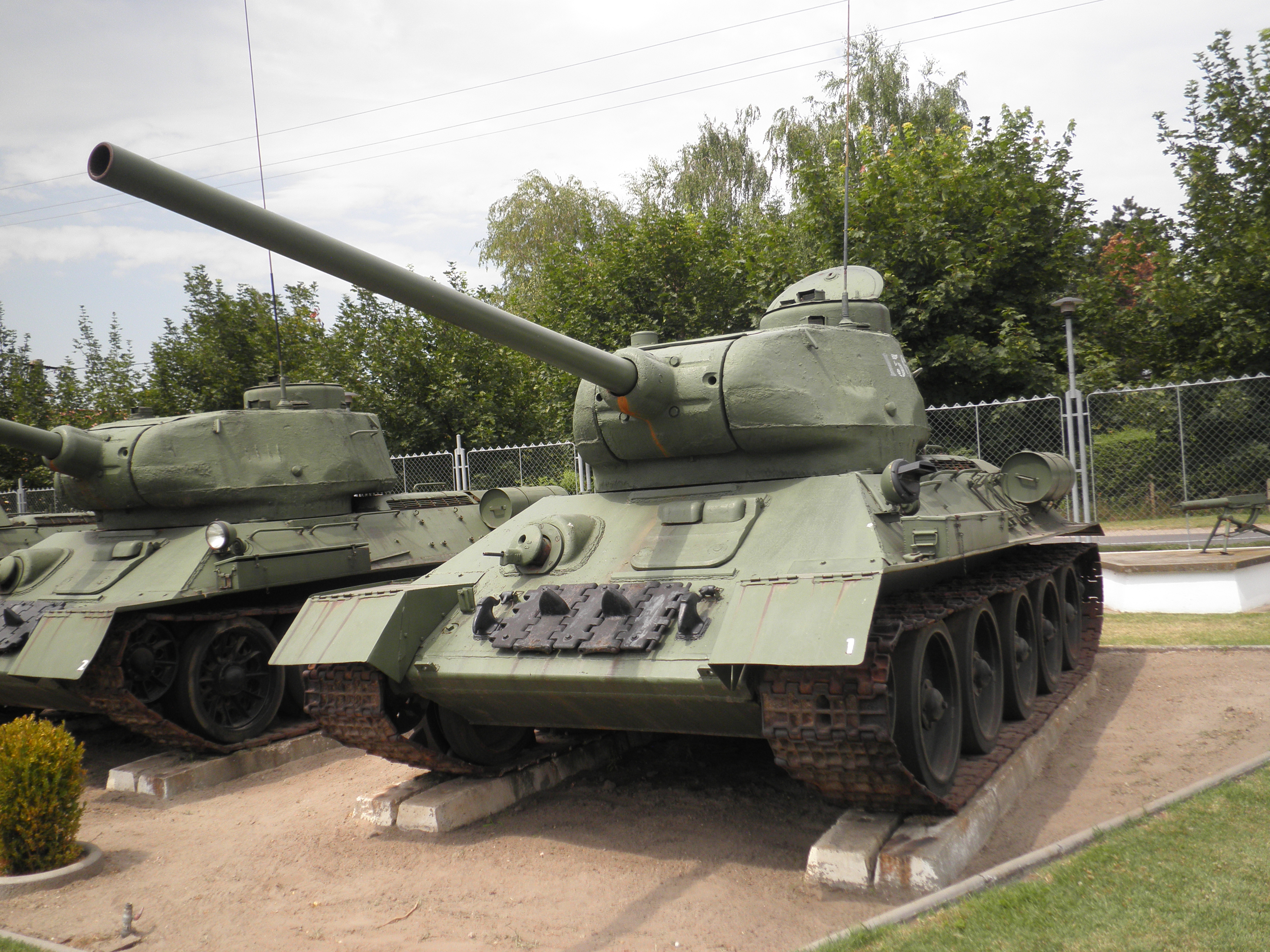
Xe tăng T-34/85 mang tháp pháo lớn hơn, thay thế pháo 76mm bằng pháo 85mm

Đến giai đoạn sau chiến tranh (năm 1943 trở về sau), việc cải thiện tay nghề nhân công, khắc phục các vấn đề trong dây chuyền sản xuất đã giúp độ bền của T-34 được cải thiện đáng kể. Phần lớn các xe T-34 có thể hành quân hàng trăm km mà không bị trục trặc như các loạt xe sản xuất trước đó. Hiệu quả chiến đấu của T-34 còn được thể hiện qua tính dễ sửa chữa của nó. Có những đơn vị T-34 vào hôm trước bị hỏng hầu hết số xe của họ, trong vòng một hoặc hai ngày sửa chữa đã lại có đủ xe tăng sẵn sàng chiến đấu. Trong khi đó, xe tăng của Đức khi bị hỏng cần rất nhiều thời gian sửa chữa, nhiều khi phải đưa về tận xưởng ở Đức để sửa chữa. Vì vậy, tỷ lệ xe tăng Đức sẵn sàng chiến đấu thường chỉ dao động trong khoảng 40-60% số xe của đơn vị đó, trong khi tỷ lệ này ở T-34 thường xuyên đạt tới 80-90%. Như vậy, dù số lượng xe tăng của 2 bên là ngang bằng nhau, thì Liên Xô vẫn có thể sẵn sàng tung vào trận đánh số xe tăng nhiều gấp đôi so với Đức. Tính năng dễ bảo dưỡng và sửa chữa của T-34 cũng là một trong những nhân tố tạo nên ưu thế của loại xe này trước các xe tăng Đức.
Một điểm thú vị đó là xe tăng T-34 cũng là mẫu tăng đầu tiên trên thế giới có hệ thống xoay tháp pháo bằng máy chứ không phải bằng tay. Kèm theo đó là hệ thống khớp nối tháp pháo cực kỳ đơn giản, giúp giảm thời gian lắp ráp xuống khoảng 5 tới 6 lần so với kiểu khớp nối cũ.
Năm 1943, dây chuyền sản xuất xe tăng của Liên Xô đạt công suất 1.300 xe tăng T-34 mỗi tháng, tương đương với khoảng 43 chiếc mỗi ngày. Tổng cộng trong khoảng ba năm, đã có gần 35.000 chiếc T-34/76 được ra đời.
Đến giai đoạn sau chiến tranh, từ tháng 2/1944, Liên Xô ngừng sản xuất T-34/76 để chuyển sang sản xuất T-34/85. Đây là một bản nâng cấp hoàn toàn mới nhằm khắc phục những thiếu sót của T-34/76, nâng cao độ bền cũng như vỏ giáp, hỏa lực để đối phó những xe tăng kiểu mới của Đức. Tháp pháo được làm lại với đường kính vòng tháp pháo tăng từ 1.425mm trên T-34/76 lên tới 1.600mm. Tháp pháo đời mới có kích thước lớn hơn, giáp dày hơn, mang được pháo 85mm mạnh hơn, chứa được ba người mà vẫn còn khoảng trống để gắn radio liên lạc, trong khi chi phí sản xuất chỉ đắt hơn 30%. T-34/85 vượt trội hoàn toàn các xe tăng hạng trung của Đức cùng thời như Panzer IV và pháo tự hành chống tăng StuG-3. Vì là xe tăng hạng trung nên T-34/85 vẫn yếu hơn khi so với xe tăng hạng nặng như Tiger I hoặc Panther, nhưng T-34/85 rẻ hơn và sản xuất nhanh hơn nhiều, 1 chiếc Tiger I hay Panther của Đức sẽ không thể chọi với 10 chiếc T-34/85 được.
Trong Thế chiến II, T-34 thể hiện rất tốt các tiêu chí như: chi phí chế tạo thấp, độ cơ động cao, hỏa lực tốt, cộng với độ tin cậy dễ bảo trì, sửa chữa và điều khiển. Có nhiều trường hợp xe tăng T-34 bị bắn bay mất tháp pháo, sau đó được lắp tháp pháo còn nguyên vẹn lấy từ các xe tăng bị hư hại khác và lại có thể tham gia chiến đấu ngay mà không mất nhiều thời gian sửa chữa. Cho tới 70 năm sau, nhiều chiếc T-34 vẫn duy trì được khả năng hoạt động và được biên chế trong lục quân một số nước như Lào. Tại Syria và Yemen, T-34 đã được cho nghỉ hưu từ hàng chục năm trước, nhưng khi xảy ra chiến tranh vào năm 2016, chúng vẫn có thể tái hoạt động để tham gia chiến đấu, trở thành xe tăng có thời gian phục vụ lâu dài nhất lịch sử.

### Chi phí chế tạo
Vì tình hình chiến tranh, những cải tiến nhằm làm tăng tốc độ sản xuất và giảm chi phí chế tạo xe tăng liên tục được áp dụng. Những phương pháp mới đã được áp dụng vào kỹ thuật hàn tự động và tôi thép, bao gồm cả những cải tiến do giáo sư Yevhen Oskarovych Paton. Bản thiết kế của khẩu pháo 76,2 ly F-34 được sửa đổi: từ 861 chi tiết giảm xuống còn 614 chi tiết. Chỉ trong vòng 2 năm, chi phí sản xuất một chiếc xe tăng giảm từ 26,95 vạn rúp (1941) còn 19,3 vạn rúp và sau đó là 13,5 vạn rúp.
Thời gian sản xuất cũng giảm một nửa vào cuối năm 1942 bất chấp thực tế là nhà nước Xô Viết đã phải tổng động viên nhiều công nhân lành nghề và lực lượng công nhân thay thế bao gồm 50% là phụ nữ, 15% là trẻ em trai, 15% là người già, người tàn tật. Vì vậy chiếc xe tăng T-34, từng được coi là "chiếc xe tăng được chế tạo tinh xảo với vẻ đẹp bên ngoài ngang ngửa, thậm chí là hơn hẳn các xe tăng của Tây Âu và Hoa Kỳ", trở thành một cỗ máy có bề ngoài thô thiển hơn, mặc dù chất lượng và độ tin cậy của xe tăng không vì thế mà suy giảm. Thời gian sản xuất mỗi chiếc T-34 liên tục giảm xuống: từ 8.000 giờ công lao động (năm 1941) giảm xuống còn 3.700 giờ (năm 1943) và chỉ còn 3.000 giờ vào năm 1944. Đối với T-34/85, thời gian sản xuất chỉ cao hơn đôi chút (3.250 giờ công lao động, số liệu ngày 1/1/1945 tại Nhà máy số 183). Tốc độ này là cực nhanh so với các mẫu xe tăng của các nước khác (ví dụ như M4 Sherman của Mỹ tốn khoảng 17.000-25.000 giờ công, Panther của Đức tốn 150.000 giờ công, Tiger I thì tốn đến 300.000 giờ công). Vì vậy, bất chấp việc các nhà máy thiếu hụt công nhân lành nghề, sản lượng T-34 vẫn liên tục tăng qua các năm và đưa nó trở thành loại xe tăng được sản xuất nhiều nhất trong thế chiến 2.
Chi phí sản xuất ban đầu của mẫu tăng T-34-85 lớn hơn chừng 22% so với T-34-76 mẫu 1943 (164.000 rúp), nhưng đến năm 1945 thì giá thành của nó đã giảm xuống còn 142.000 rúp. Trong suốt cuộc chiến tranh, chi phí thực tế cho việc sản xuất xe tăng T-34 giảm một nửa so với ban đầu (chi phí năm 1941 là 27 vạn rúp), trong khi đó tốc độ tối đa của xe tăng được giữ nguyên, sức công phá của đạn pháo và giáp trước của nó thì tăng gần như gấp đôi.
Khi so với xe tăng hạng trung của các nước khác, chi phí của xe tăng T-34 cũng khá rẻ. Tính theo USD (thời giá 1945), mỗi chiếc T-34 có giá khoảng 25.500 USD (phiên bản T-34/76) hoặc 27.000 USD (phiên bản T-34/85), trong khi xe tăng M4 Sherman của Mỹ có giá khoảng 46.000 USD, xe tăng Cromwell của Anh có giá khoảng 42.700 USD, xe tăng Panzer IV của Đức có giá khoảng 46.000 USD. Nhờ giá thành rẻ, Liên Xô có thể sản xuất một lượng lớn T-34 để bù đắp cho tổn thất trên chiến trường. Khả năng sản xuất với chi phí rẻ là một trong những ưu điểm lớn nhất của thiết kế T-34 để thích ứng với cường độ tổn thất cực lớn trong chiến tranh tổng lực.

### Số lượng T-34

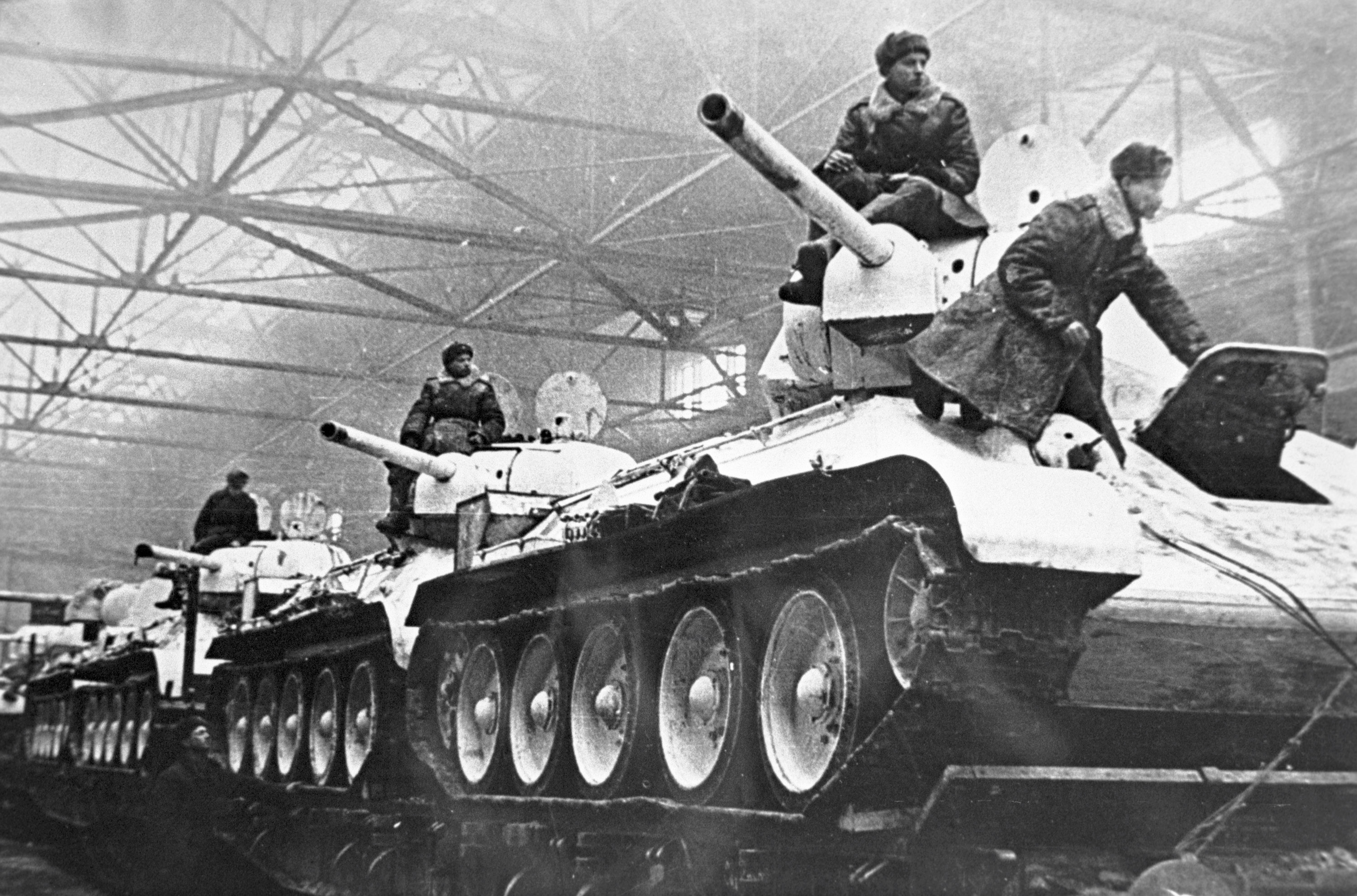
Dây chuyền sản xuất T-34 tại nhà máy Uralmash

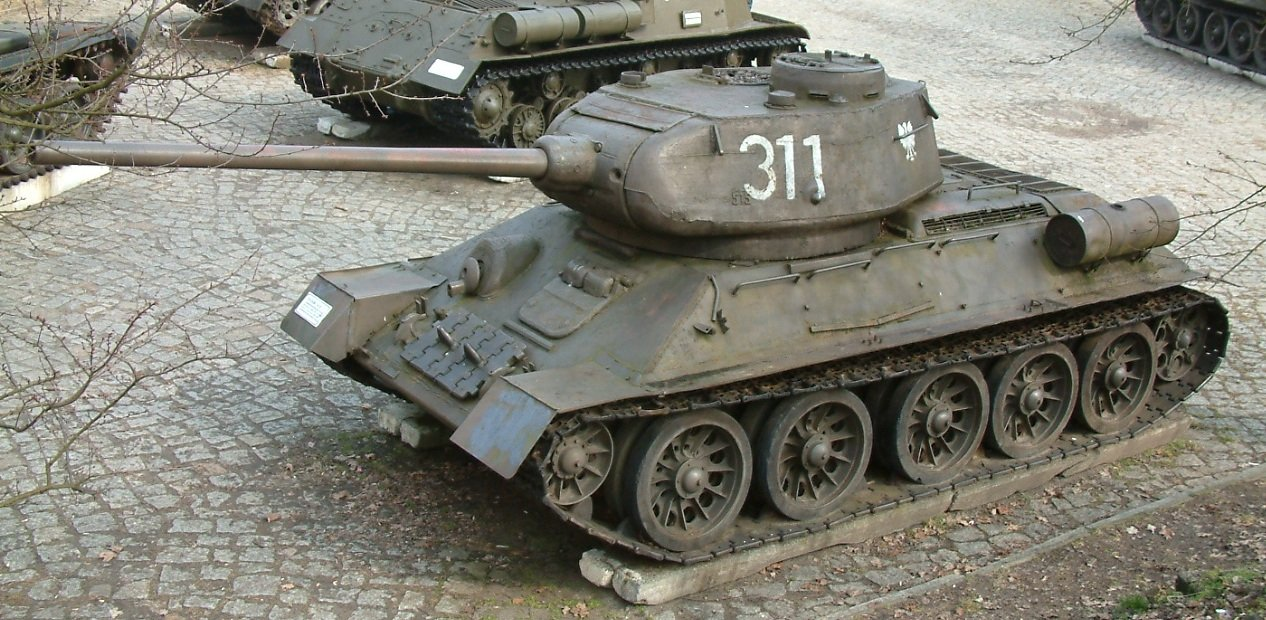
T-34-85 tại Poznań, Ba Lan

Đến cuối năm 1945, hơn 57.000 chiếc xe tăng T-34 đã được sản xuất: 34.780 chiếc T-34-76 ra lò trong các năm 1940–44 và 22.559 xe tăng T-34-85 được sản xuất trong các năm 1944–45. Cơ sở sản xuất nhiều xe tăng T-34 nhất là Nhà máy số 183 của UTZ với sản lượng 28952 chiếc T-34 và T-34-85 từ năm 1941 đến năm 1945. Đứng thứ hai là Nhà máy số 112 của Krasnoye Sormovo tại Gorki với sản lượng 12.604 chiếc trong cùng thời gian. Năm 1946, sau chiến tranh, 2.701 chiếc T-34 được sản xuất, và sau đó việc sản xuất T-34 với quy mô lớn bị dừng lại. Việc sản xuất T-34-85 được tái khởi động sau đó và do Cộng hòa Nhân dân Ba Lan (1951–1955) và Tiệp Khắc (1951–1958) nắm bản quyền sản xuất; với sản lượng lần lượt 1.380 và 3.185 chiếc tính đến năm 1956. Sau đó các mẫu tăng hiện đại hơn như T-54/55 và T-72 cũng được sản xuất bên ngoài lãnh thổ Liên Xô.
Đến cuối thập niên 1960, Liên Xô bắt đầu chương trình hiện đại hóa các xe tăng T-34-85 của mình thành mẫu T-34-85M dành cho lực lượng dự bị và dành cho việc xuất khẩu. Các mẫu xe tăng T-34 này được trang bị các bộ phận truyền động cho dòng T-54/55 — một dấu hiệu của mức độ tiêu chuẩn hóa trong việc thiết kế xe tăng của Liên Xô.
Ước tính có tổng cộng 84.070 xe tăng T-34 cộng với 13.170 pháo tự hành đặt trên thân xe T-34 được chế tạo. T-34 là loại xe tăng được sản xuất nhiều thứ hai trong lịch sử (chỉ đứng sau T-54) trong khi thời gian phục vụ của nó lâu dài nhất trong các loại xe tăng. Một số trong T-34 vẫn được sử dụng trong các cuộc chiến tranh và xung đột vũ trang trong thời kỳ Chiến tranh lạnh và cho tới tận đầu thế kỷ 21, T-34 vẫn thỉnh thoảng xuất hiện trong các cuộc chiến tại châu Á và châu Phi.
| Phiên bản     | T-34 Model 1940                 | T-34 Model 1941                 | T-34 Model 1942                 | T-34 Model 1943                 | T-43 bản thử nghiệm     | T-34-85                         | T-44                            |
| ------------- | ------------------------------- | ------------------------------- | ------------------------------- | ------------------------------- | ----------------------- | ------------------------------- | ------------------------------- |
| Trọng lượng   | 26 tấn                          | 26.5 tấn                        | 28.5 tấn                        | 30.9 tấn                        | 34 tấn                  | 32 tấn                          | 31.9 tấn                        |
| Pháo          | 76.2 mm L-11                    | 76.2 mm F-34                    | 76.2 mm F-34                    | 76.2 mm F-34                    | 85mm ZiS-S-53           | 85 mm ZiS-S-53                  | 85 mm ZiS-S-53                  |
| Dự trữ đạn    | 76 viên                         | 77 viên                         | 77 viên                         | 100 viên                        |                         | 60 viên                         | 58 viên                         |
| Nhiên liệu    | 460 L (100 gal Anh; 120 gal Mỹ) | 460 L (100 gal Anh; 120 gal Mỹ) | 610 L (130 gal Anh; 160 gal Mỹ) | 790 L (170 gal Anh; 210 gal Mỹ) |                         | 810 L (180 gal Anh; 210 gal Mỹ) | 642 L (141 gal Anh; 170 gal Mỹ) |
| Tầm hoạt động | 300 km (190 mi)                 | 400 km (250 mi)                 | 400 km (250 mi)                 | 465 km (289 mi)                 | 300 km (190 mi)         | 360 km (220 mi)                 | 300 km (190 mi)                 |
| Vỏ giáp       | 15–45 mm (0,59–1,77 in)         | 20–52 mm (0,79–2,05 in)         | 20–65 mm (0,79–2,56 in)         | 20–70 mm (0,79–2,76 in)         | 16–90 mm (0,63–3,54 in) | 20–90 mm (0,79–3,54 in)         | 15–120 mm (0,59–4,72 in)        |
| Giá thành     |                                 | 270,000 rubles                  | 193,000 rubles                  | 135,000 rubles                  |                         | 164,000 rubles                  |                                 |

## Các phiên bản T-34
Sự khác biệt giữa các phiên bản T-34 có thể nhận thấy được, ví dụ như hình dáng tháp pháo, các chi tiết bề mặt và các trang thiết bị khác nhau nhiều giữa các nhà máy. Ngoài ra, các mẫu tăng cũ cũng được nâng cấp với chi tiết mới, hoặc các chi tiết này được gắn vào các xe tăng đời cũ ngay khi chúng chưa được ráp xong. Các xe tăng bị bắn hỏng cũng được lắp ráp các phụ tùng mới trong quá trình sửa chữa chúng. Một số xe tăng có các mẩu giáp ghép làm bằng thép phế thải với độ dày khác nhau, hàn vào thân xe và tháp pháo. Các loại tăng "nâng cấp" kiểu này được gọi là с экранами (nghĩa là "có giáp"). Các xe tăng T-34 đời 1940 về sau được gắn thêm hệ thống bộ đàm sóng vô tuyến 10-RT 26E, không lâu sau đó được thay bằng loại 9-RS vốn được dùng trên pháo tự hành SU-100. Kể từ năm 1953 trở đi, các xe T-34-85 được trang bị hệ thống bộ đàm R-113 Granat.

Hình minh họa một số biến thể chính của T-34 bao gồm cả pháo tự hành chống tăng.

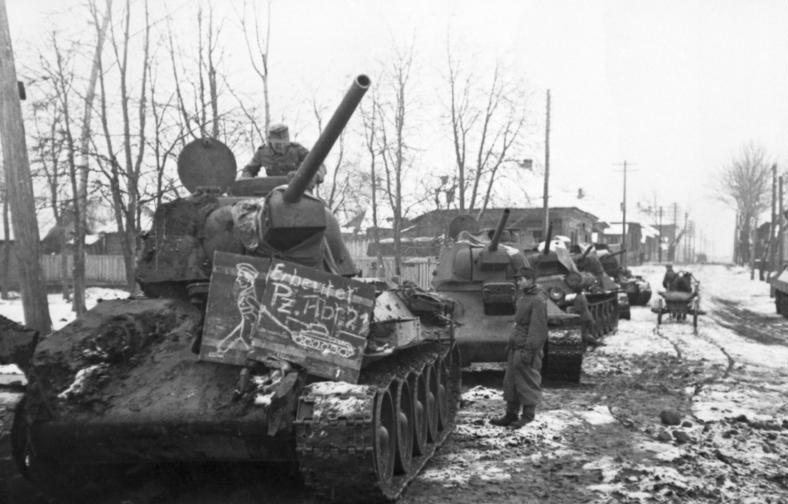
Xe tăng T-34 Model 1943 bị phát xít Đức bắt được.

Các tài liệu tình báo phát xít Đức trong Chiến tranh thế giới thứ hai gọi hai dòng tăng T-34 chủ yếu là T-34/76 và T-34/85, còn các mẫu thứ yếu thì được thêm chữ cái vào cuối tên để phân biệt, ví dụ như T-34/76A. Cách đặt tên này trở nên thông dụng ở phương Tây, nhất là trong văn học đại chúng.
Về phía Nga, thật ra Hồng quân chưa có một chính sách nhất quán nào cho việc đặt tên các mẫu xe tăng như vậy. Tuy nhiên kể từ năm 1980 trở đi nhiều tài liệu khoa học (nhất là các tài liệu của Steven Zaloga, chuyên gia nghiên cứu về phương tiện chiến đấu bọc thép) đã sử dụng cách đặt tên "kiểu Liên Xô": T-34 với T-34-85, và thêm năm sản xuất (chứ không phải thêm chữ cái) để phân biệt các dòng tăng T-34. Ví dụ như T-34 mẫu 1940. Đây là hệ thống đặt tên dùng trong bài này. Một số nhà sử học Nga dùng cách đặt tên hơi khác, ví dụ họ gọi dòng tăng T-34 đầu tiên là mẫu 1939 chứ không phải là mẫu 1940. Các mẫu T-34 với tháp pháo nguyên thủy và pháo tăng F-34 được gọi chung là mẫu 1941 (thay vì chia ra 1941 và 1942), còn các mẫu cải tiến với tháp pháo hình lục giác được gọi là mẫu 1942 (thay vì 1943).
Những xe tăng T-34 bị phát xít Đức bắt được đổi tên là Panzerkampfwagen T-34(r), với chữ "r" là viết tắt của Russland, tức "Nga".
Người Phần Lan gọi xe tăng T-34 là Sotka theo tên của loài vịt Common Goldeneye vì bóng của chiếc T-34 trông giống như một con vịt đang bơi dưới nước (điều này căn cứ theo hồi ký của người lính xe tăng Phần Lan Lauri Heino). Còn phiên bản T-34-85 được gọi là "Sotka nòng dài" (pitkäputkinen Sotka).
T-34 (Định danh Đức: T-34/76) là xe tăng ban đầu với một khẩu pháo 76,2mm trong một tháp pháo hai người.
- Model 1940 (T-34 / 76A): Thời kỳ đầu, sản xuất nhỏ (khoảng 400 chiếc) với pháo tăng L-11 76,2mm .
- Model 1941 (T-34 / 76B): Sản xuất chính với lớp giáp dày hơn và pháo F-34 76,2mm vượt trội hơn.
- Model 1942 (T-34 / 76C): Giáp dày hơn, nhiều cải tiến chế tạo nhỏ.
- Model 1943 (T-34 / 76D, E và F): Được giới thiệu vào tháng 5 năm 1942 (không phải năm 1943). Nhiều đạn dược và nhiên liệu hơn, tăng giáp rất nhỏ. Tháp pháo hình lục giác mới, được người Đức đặt biệt danh là " Chuột Mickey " vì nó có các nắp tháp pháo tròn khi mở ra trông giống 2 cái tai. Sản xuất sau đó đã có một vòm quan sát chỉ huy mới.

T-34-85 (Định danh Đức: T-34/85) là một cải tiến lớn với một khẩu pháo 85mm trong một tháp pháo ba người. Tất cả các mẫu T-34-85 đều có bề ngoài khá giống nhau.
- Model 1943 : Sản xuất ngắn hạn từ tháng 1 đến tháng 3 năm 1944 với pháo D-5T 85mm .
- Model 1944 : Được sản xuất từ tháng 3 năm 1944 đến cuối năm đó, với pháo 85mm ZiS-S-53 trong tháp pháo đơn giản hơn, đài vô tuyến chuyển từ thân xe vào tháp pháo với cách bố trí cải tiến và trang bị kính ngắm xạ thủ mới.
- Model 1945 : Được sản xuất từ năm 1944 đến năm 1945, với động cơ đi ngang tháp pháo chạy bằng điện, vòm chỉ huy được mở rộng với cửa sập một mảnh và hệ thống khói TDP với hộp MDSh kích nổ bằng điện.
- Model 1946 : Mẫu sản xuất với động cơ V-2-34M cải tiến, bánh xe mới và các chi tiết nhỏ khác.
- Model 1960 : Một dự án tân trang giới thiệu động cơ V-2-3411 mới và các hiện đại hóa khác.
- Model 1969 : (còn gọi là T-34-85M): Một dự án tân trang khác giới thiệu thiết bị nhìn đêm, thêm nhiên liệu bổ sung và các hiện đại hóa khác.

### Phương tiện chiến đấu bọc thép khác

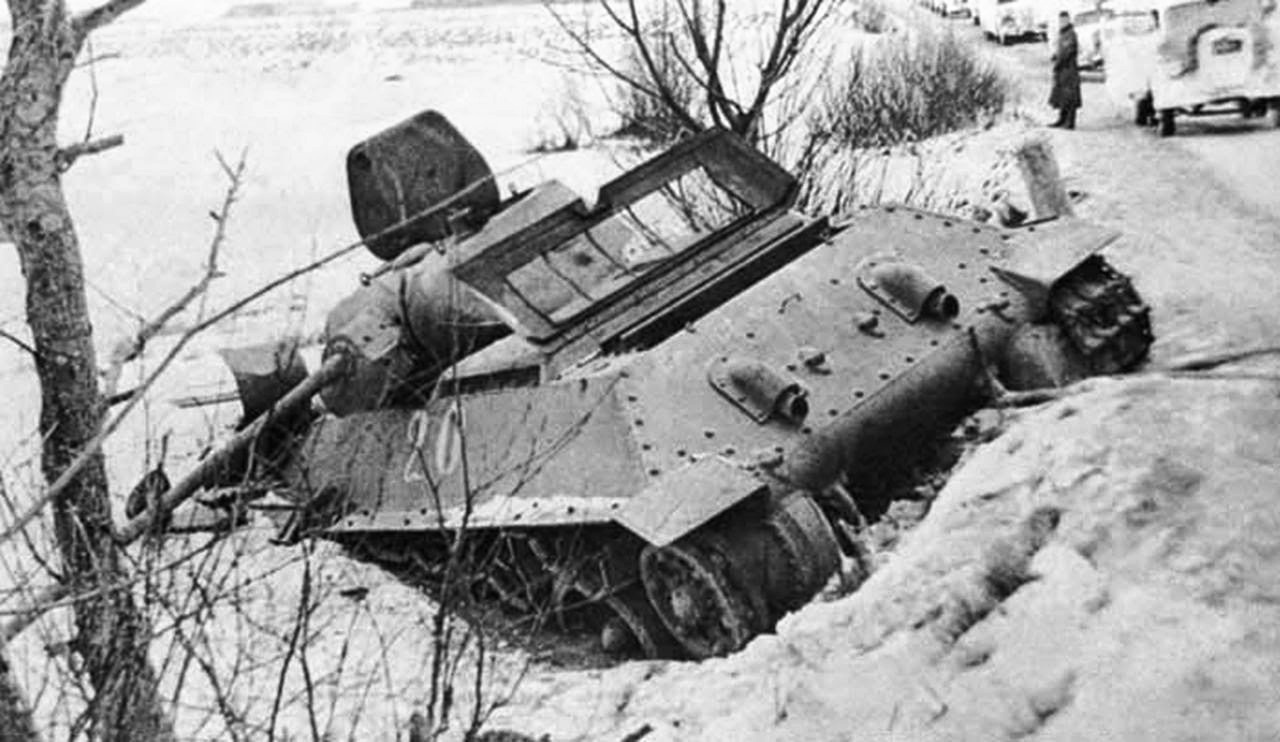
Một chiếc T-34-57 năm 1941.

- OT-34 và OT-34-85: Xe tăng phun lửa có súng phun lửa ATO-41 (ATO-42 sau này) thay thế súng máy ở thân xe. 1170 chiếc OT-34-76 (hầu hết dựa trên phiên bản 1942/43) và 331 chiếc OT-34-85 đã được chế tạo.
- PT-1 T-34/76: Protivominniy Tral (rà phản mìn) Xe tăng rà mìn , chủ yếu được chế tạo trên khung gầm T-34 Model 1943 hoặc T-34-85.
- Samokhodnaya Ustanovka (Pháo tự hành và pháo chống tăng):
  - SU-122ː Lựu pháo tự hành dựa trên khung gầm T-34 Model 1943.
  - SU-85ː  Pháo xung kích diệt xe tăng dựa trên khung gầm T-34 Model 1943.
  - SU-100ː  Pháo xung kích diệt xe tăng dựa trên khung gầm T-34-85.
- T-34/57: 14 chiếc T-34 được trang bị pháo 57mm ZiS-4 (1941, 10 xe tăng) hoặc ZIS-4M (1943/44, 4 xe tăng) để sử dụng làm pháo chống tăng.
- Phòng Không T-34 (Type 63 anti-aircraft gun): Đây là biến thể phòng không của T-34-85, lắp 2 khẩu pháo 37mm Type 63. Không rõ nước chế tạo. Ít nhất một nguyên mẫu đã bị thu hồi bởi Quân lực Việt Nam Cộng Hòa.

### Phiên bản T-34-100
Cuối năm 1944, Liên Xô muốn tiếp tục nâng cao sức mạnh hỏa lực của T-34 bằng việc trang bị pháo 100mm, loại pháo này có thể dễ dàng bắn xuyên giáp trước của xe tăng hạng nặng Đức. Nhiệm vụ đặt pháo 100mm lên tháp pháo của T-34-85 được giao cho nhà máy số 9 và nhà máy 183.
Phòng thiết kế của Nhà máy Gorky số 92, dẫn đầu bởi A. Savinov, đã thử nghiệm việc đặt pháo 100mm lên tháp pháo T-34-85 thông thường. Họ đã cải tiến pháo 100mm dựa trên những kinh nghiệm của pháo 85mm ZIS S-53, và đề xuất đặt tên cho loại pháo mới này là 100mm ZIS-100. Tuy nhiên, thử nghiệm đã thất bại do sức mạnh của pháo quá lớn, gây ảnh hưởng nghiêm trọng tới hệ truyền động và hệ thống treo, việc lắp đặt đầu giảm giật cũng không khắc phục được.
Trong khi đó, A. A. Morozov và nhà máy 183 đưa ra một chiếc xe thử nghiệm kết hợp, với hệ thống treo, hệ truyền động và một số bộ phận của xe tăng T-34-85 với tháp pháo của xe tăng T-44, với thay đổi độ rộng của vòng tháp pháo từ 1600mm lên 1700mm, giáp ở trên và dưới ở động cơ được làm mỏng hơn, một số chỉnh sửa ở thân xe. Súng máy ở dưới thân xe đã được loại bỏ và do đó bớt đi một người trong tổ lái. Xe nặng 33 tấn xe đã được định danh là T-34-100.
Giữa tháng 2 và tháng 3 năm 1945, xe đã được đưa đến Sverdlovsk và Gorokhevetsk để thử nghiệm, với pháo 100mm ZIS-100 và D-10T. Các thử nghiệm đã tương đối thành công, mặc dù pháo 100mm vẫn tỏ ra là một gánh nặng lớn cho thân xe, dù vậy Hồng quân tỏ ra thích chiếc xe này và yêu cầu các nhà phát triển tiếp tục phát triển.

Vào cuối năm 1944, nhà máy số 92 đã phát triển một loại pháo 100mm mới là loại LB-1 với đầu giảm giật để việc lắp đặt trên T-34 dễ dàng hơn. Nói chung, khẩu pháo này vẫn tương tự như D-10T và ZIS-100. Từ ngày 6-14 tháng 4 năm 1945, T-34-100 lắp pháo LB-1 đã được thử nghiệm, với 1000 viên đạn đã bắn và hơn 501 km hành trình. Tốc độ bắn thực tế vào khoảng 5,2 - 5,8 phát một phút, độ chính xác cao hơn hai loại pháo 100mm trước đây và áp lực nó gây ra lên khung xe ít hơn nhiều. Các thử nghiệm đã thành công xuất sắc và quân đội thích chiếc xe này. 

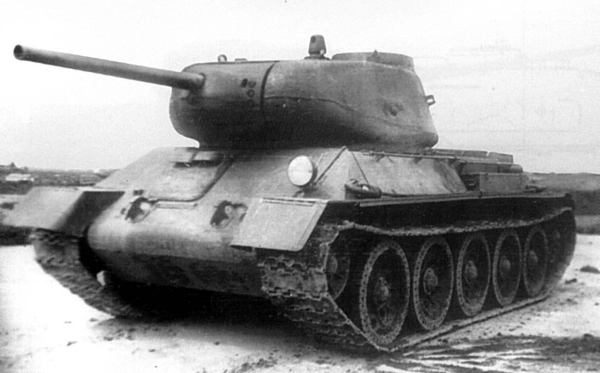
Xe tăng T-43

Pháo 100mm có sức xuyên mạnh hơn khoảng 40% so với pháo 85mm L/52 của T-34-85 và tương đương với pháo 88mm L/71 trên xe tăng Tiger II của Đức, ngoài ra khi bắn đạn nổ chống công sự và bộ binh thì pháo 100mm mạnh hơn 50% so với pháo 88mm L/71. Pháo chính 100mm khi dùng đạn BR-412B AP có thể xuyên thủng vỏ giáp 125mm để thẳng góc với mặt đất ở khoảng cách 2 km (tương đương độ dày giáp trước của xe tăng hạng nặng Tiger I), và có thể xuyên thủng vỏ giáp dày 85mm nghiêng 55 độ của xe tăng Panther ở khoảng cách 1,5 km. Khi dùng đạn xuyên giáp cao cấp BR-412P APCR, pháo 100mm có thể bắn xuyên giáp trước thân xe của Tiger II (Vua Cọp) ở cự ly 500 mét, hoặc xuyên được giáp trước tháp pháo ở cự ly 1.000 mét. Dù vẫn là xe tăng hạng trung có chi phí rẻ, nhưng với cải tiến mang pháo 100mm, T-34-100 có thể đấu ngang ngửa, thậm chí trội hơn các loại xe tăng hạng nặng của Đức là Panther và Tiger I.
Tuy có tiềm năng lớn nhưng cuối cùng T-34-100 đã không bao giờ được đi vào sản xuất hàng loạt do chiến tranh đã kết thúc, không còn nhu cầu cho nó nữa. Việc sản xuất được chuyển sang loại T-44 và T-54/55 tiên tiến hơn.

## Sau Chiến tranh thế giới thứ hai

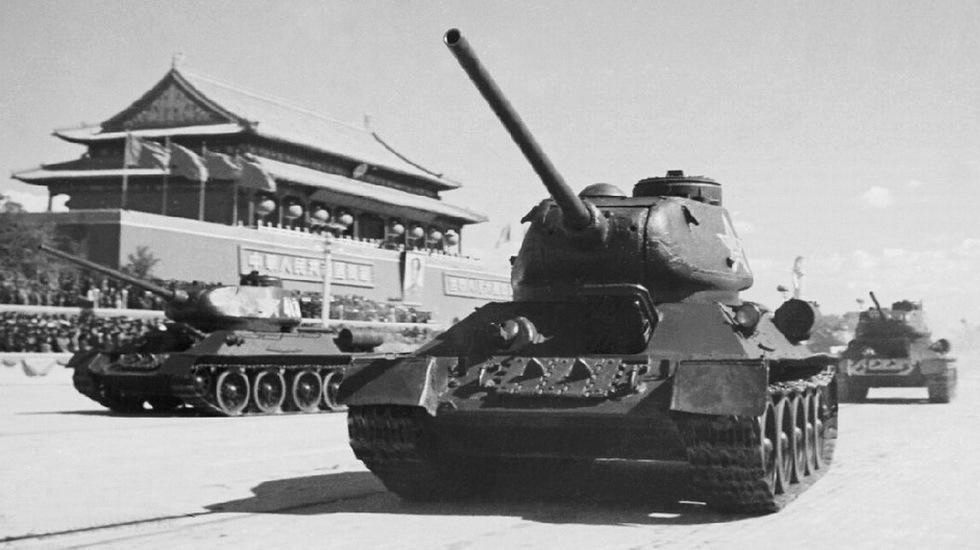
Những chiếc T-34-85 của Quân Giải phóng Nhân dân trên Quảng trường Thiên An Môn tại lễ duyệt binh mừng Quốc khánh Trung Quốc năm 1950.

T-34-85 vẫn là xương sống của lực lượng xe tăng Liên Xô cho đến giữa những năm 1950, cho tới khi xe tăng T-54 được sản xuất với số lượng đủ lớn để thay thế nó. Sau khi được loại khỏi lực lượng tăng chiến đấu thường trực, nó được đưa vào phục vụ trong quá trình đào tạo huấn luyện của lực lượng tăng thiết giáp Liên Xô cho đến những năm 1970. Nó vẫn tiếp tục góp mặt vào hầu hết mọi cuộc xung đột sau Chiến tranh Thế giới thứ 2 trong suốt hơn 70 năm, từ sa mạc ở Ai Cập, rừng nhiệt đới ở Cuba đến thảo nguyên ở Angola và xa hơn thế nữa. T-34 đã chứng tỏ khả năng của nó trên chiến trường, thậm chí là khi phải đối đầu với các thế hệ xe tăng tiên tiến hơn của Phương Tây.
Những chiếc T-34-85 được trang bị cho nhiều quân đội của các nước Đông Âu (sau này thành lập Hiệp ước Warsaw ) và quân đội của các quốc gia khách hàng của Liên Xô ở những nơi khác. Những chiếc T-34-85 của Đông Đức, Hungary và Liên Xô đã phục vụ trong việc trấn áp cuộc nổi dậy của Đông Đức ngày 17 tháng 6 năm 1953 cũng như Cách mạng Hungary năm 1956.

### Trung Quốc

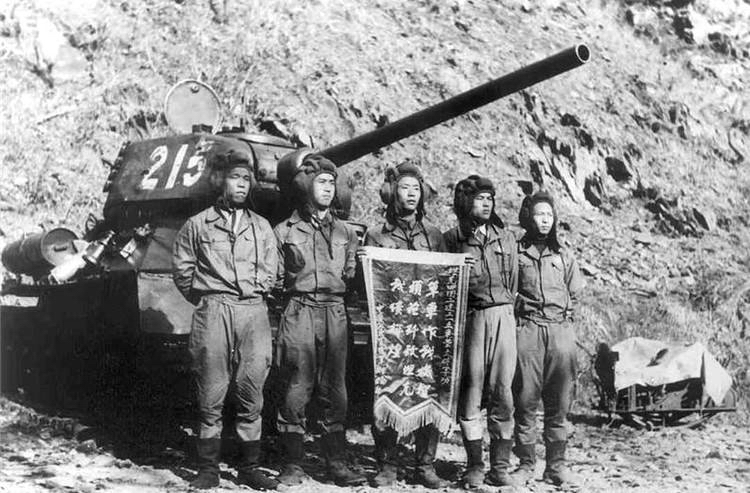
Kíp lái T-34 của Trung Quốc trong Chiến tranh Triều Tiên năm 1952

Sau khi Cộng hòa Nhân dân Trung Hoa được thành lập vào năm 1949, Liên Xô đã gửi nhiều chiếc T-34-85 cho Quân Giải phóng Nhân dân Trung Hoa (PLA). Mặc dù trong nhiều thập kỷ phục vụ, có rất nhiều sửa đổi tạo ra một số khác biệt về hình ảnh giữa T-34-85 nguyên bản và T-34-85 của Trung Quốc, và Nhà máy 617 có khả năng sản xuất từng bộ phận của T-34-85, không có chiếc T-34-85 nào thực sự được sản xuất ở Trung Quốc. Kế hoạch sản xuất T-34-85 ở Trung Quốc đã kết thúc ngay sau khi Trung Quốc nhận xe tăng chiến đấu chủ lực T-54A từ Liên Xô và bắt đầu chế tạo xe tăng Type 59, phiên bản sản xuất được cấp phép của T-54A.

### Chiến tranh Triều Tiên
Trong Chiến tranh Triều Tiên, những chiếc xe tăng T-34 của Liên Xô được Quân đội Nhân dân Triều Tiên (KPA) sử dụng để chống lại Mỹ, Hàn Quốc và các nước đồng minh. Với việc triển khai một số lượng lớn tăng T-34 từ khu vực phi quân sự (DMZ), Quân đội Triều Tiên đã áp đảo hoàn toàn xe tăng M24 Chaffee của quân đội Mỹ trong giai đoạn đầu của cuộc chiến. Một lữ đoàn đầy đủ của Quân đội Nhân dân Triều Tiên (NKPA) được trang bị khoảng 120 chiếc T-34-85 do Liên Xô cung cấp đã làm tiên phong trong cuộc tấn công Hàn Quốc vào tháng 6 năm 1950. Bazooka 2,36 inch (60mm) thời Thế chiến II ban đầu được sử dụng bởi quân đội Mỹ tại Hàn Quốc tỏ ra vô dụng trước xe tăng T-34 của KPA, cũng như pháo chính 75 mm của xe tăng hạng nhẹ M24 Chaffee.

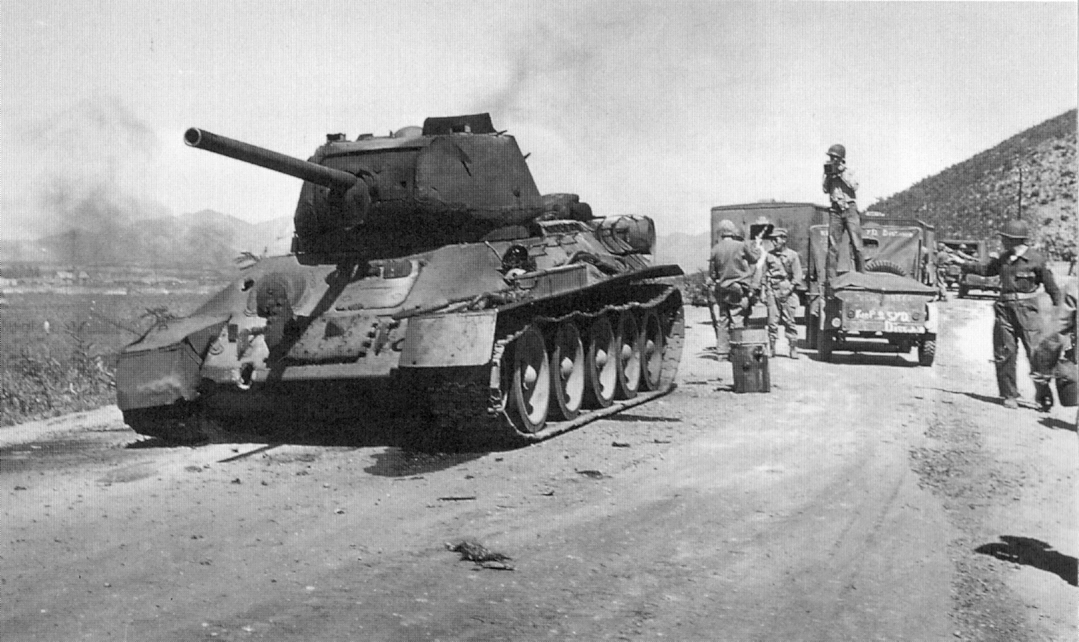
T-34-85 của Triều Tiên bị Thủy quân lục chiến Mỹ hạ gục trong khi tiến vào Seoul sau cuộc đổ bộ thành công của tại Inchon tháng 9 năm 1950

Tuy nhiên, sau khi lực lượng Hoa Kỳ và Liên Hợp Quốc đưa các loại xe tăng nặng hơn và có hỏa lực tốt hơn vào cuộc chiến, chẳng hạn như xe tăng M4 Sherman, M26 Pershing và M46 Patton của Mỹ, cũng như xe tăng Comet và Centurion của Anh, xe tăng T-34 của KPA bắt đầu hứng chịu nhiều tổn thất hơn khi chiến đấu với thiết giáp đối phương, ngoài ra họ còn chịu tổn thất nặng nề hơn do nhiều cuộc không kích của Mỹ và hỏa lực chống tăng ngày càng hiệu quả của bộ binh Mỹ/Hàn Quốc trên mặt đất, chẳng hạn như loại súng M20 "Super Bazooka" 3,5 inch mới (thay thế cho mẫu 2,36 inch trước đó). Vào thời điểm KPA buộc phải rút khỏi miền nam, khoảng 239 chiếc T-34 và 74 pháo tự hành SU-76 đã bị tiêu diệt hoặc bị bỏ lại do hỏng hóc hoặc hết nhiên liệu.
Sau tháng 10 năm 1950, thiết giáp KPA hiếm khi được bắt gặp. Bất chấp việc Trung Quốc tham gia vào cuộc xung đột vào tháng sau, họ không triển khai đội thiết giáp lớn nào, vì Trung Quốc tập trung vào các cuộc tấn công bộ binh hàng loạt hơn là các cuộc tấn công thiết giáp quy mô lớn. Một vài chiếc T-34-85 và một số xe tăng IS-2 được bố trí trên thực địa, chủ yếu phân tán trong số bộ binh của họ, do đó khiến các cuộc đấu xe tăng với lực lượng Hoa Kỳ và Liên Hợp Quốc trở nên hiếm hoi kể từ đó.

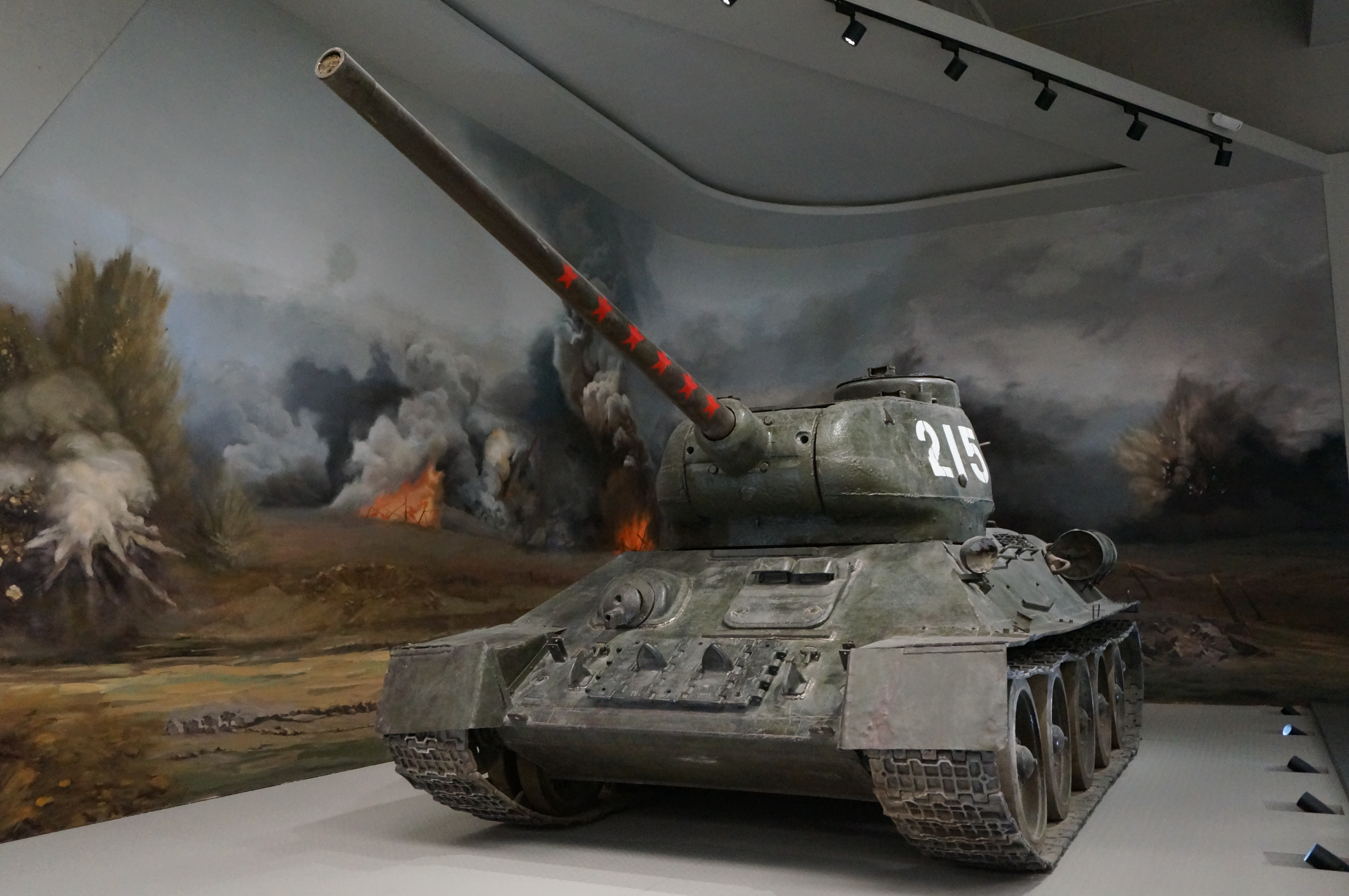
T-34-85 số hiệu 215 tại Bảo tàng Quân đội Cách mạng Trung Quốc

Một chiếc xe tăng T-34 số hiệu 215 của Trung đoàn xe tăng 4, Sư đoàn xe tăng 2, được cho là đã tiêu diệt 4 xe tăng M46 Patton và bắn hỏng một chiếc xe tăng M46 Patton khác trong cuộc chiến từ ngày 6 đến ngày 8 tháng 7 năm 1953. Nó cũng phá hủy 26 boong ke, 9 khẩu pháo, và một chiếc xe tải. Chiếc xe tăng đó hiện được bảo quản trong Bảo tàng Quân đội Cách mạng Nhân dân Trung Quốc.
Một cuộc khảo sát quân sự năm 1954 của Mỹ kết luận rằng có tổng cộng 119 trận đấu xe tăng liên quan đến Quân đội Mỹ và các đơn vị Thủy quân lục chiến Hoa Kỳ chống lại các lực lượng Triều Tiên và Trung Quốc, với 97 xe tăng T-34-85 bị phá hủy và 18 chiếc khác có thể đã bị phá hủy. Tổn thất của người Mỹ có phần ít hơn.

### Trung Đông

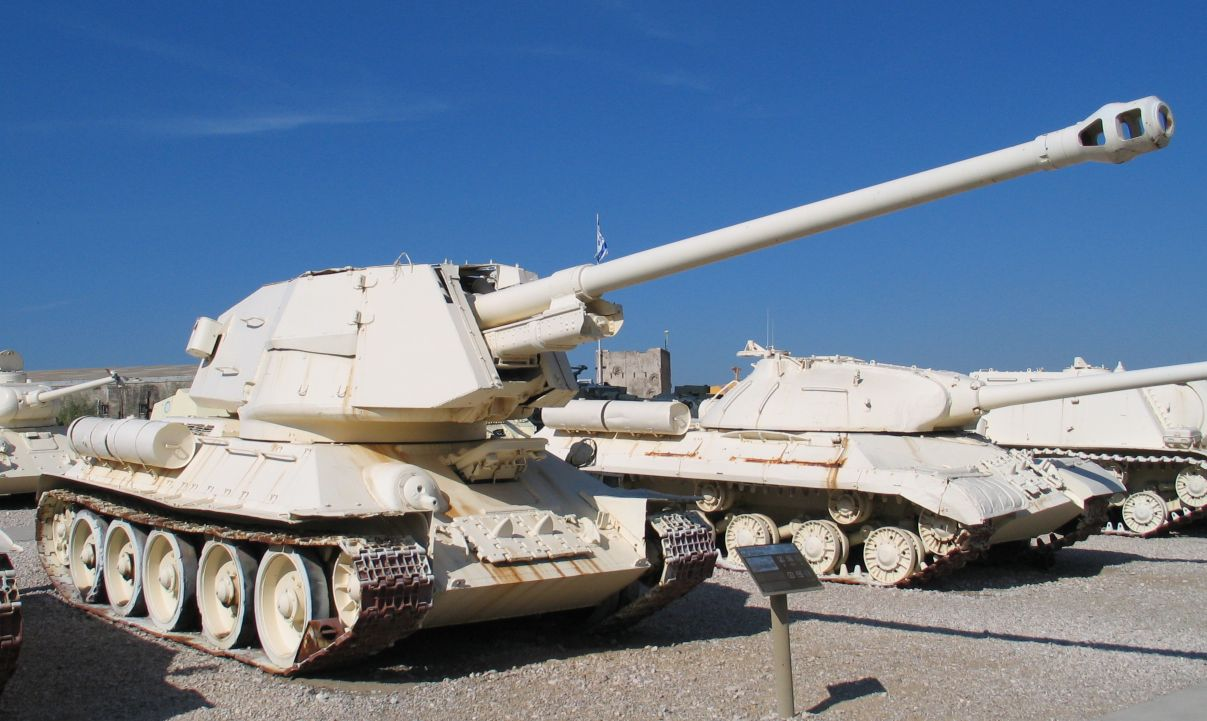
T-34-122 của Quân đội Ai Cập trong Bảo tàng Yad la-Shiryon, Israel. Năm 2005.

Những chiếc T-34-85 do Tiệp Khắc sản xuất đã được Ai Cập sử dụng trong các cuộc Chiến tranh Ả Rập-Israel năm 1956 và Chiến tranh 6 ngày 1967 ở Bán đảo Sinai. Quân đội Syria cũng nhận được những chiếc T-34-85 từ Liên Xô và họ đã tham gia nhiều trận đấu với xe tăng Israel vào tháng 11 năm 1964.
Trong Chiến tranh Sáu ngày vào năm 1967, do bị bất ngờ, tinh thần và chiến thuật thấp đã khiến lực lượng tăng thiết giáp Ai Cập mất tới 251 chiếc T-34-85, chiếm gần 1/3 tổng số xe tăng bị mất của Quân đội Ai Cập. Đa số xe tăng Ai Cập bị mất là do bị tổ lái bỏ lại dù chưa hề tham chiến. Trái ngược với Ai Cập, lực lượng tăng thiết giáp của Quân đội Syria có chiến thuật tốt, họ chỉ mất tổng cộng 73 chiếc xe tăng bao gồm T-34-85, T-54 và Panzer IV, trong khi đó phía Israel bị phá hủy tới 160 chiếc xe tăng các loại.
Ai Cập tiếp tục chế tạo T-34-100, một phiên bản chuyển đổi cục bộ và duy nhất được tạo thành từ súng pháo dã chiến hạng nặng BS-3 100 mm của Liên Xô gắn trong tháp pháo được sửa đổi nhiều, cũng như T-34-122 lắp pháo D-30 cỡ 122mm. Năm 1956, chúng được sử dụng làm pháo tự hành để hỗ trợ bộ binh Ai Cập, loại xe này vẫn được sử dụng trong Chiến tranh Yom Kippur vào tháng 10/1973.

### Cuba

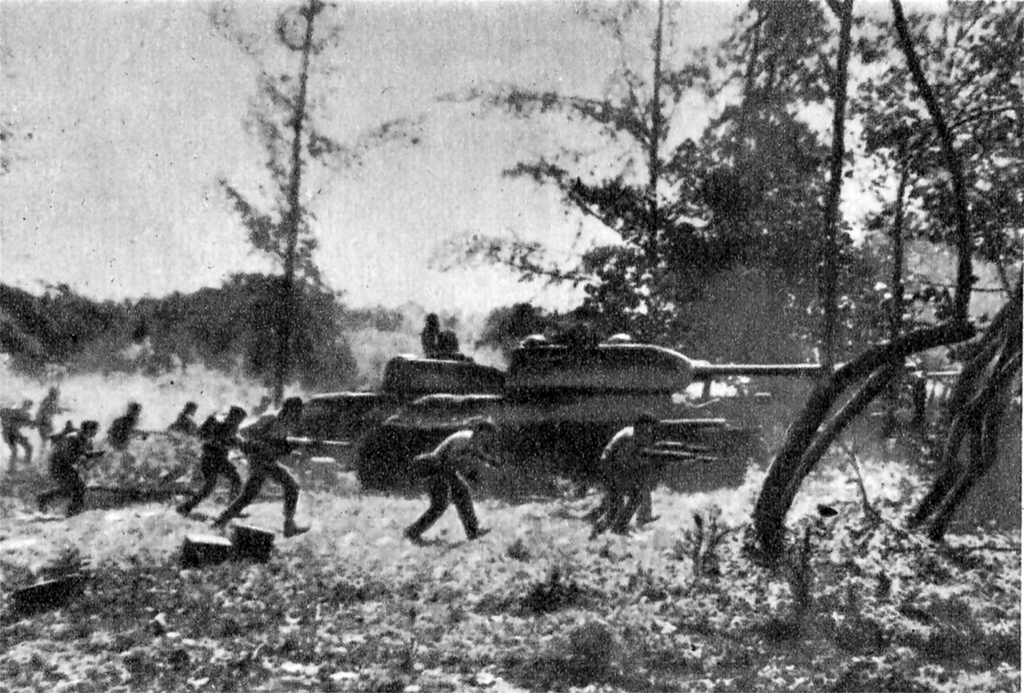
Xe tăng T-34 của quân đội Cuba tham gia chiến đấu trong trận đánh ở Vịnh Con Lợn

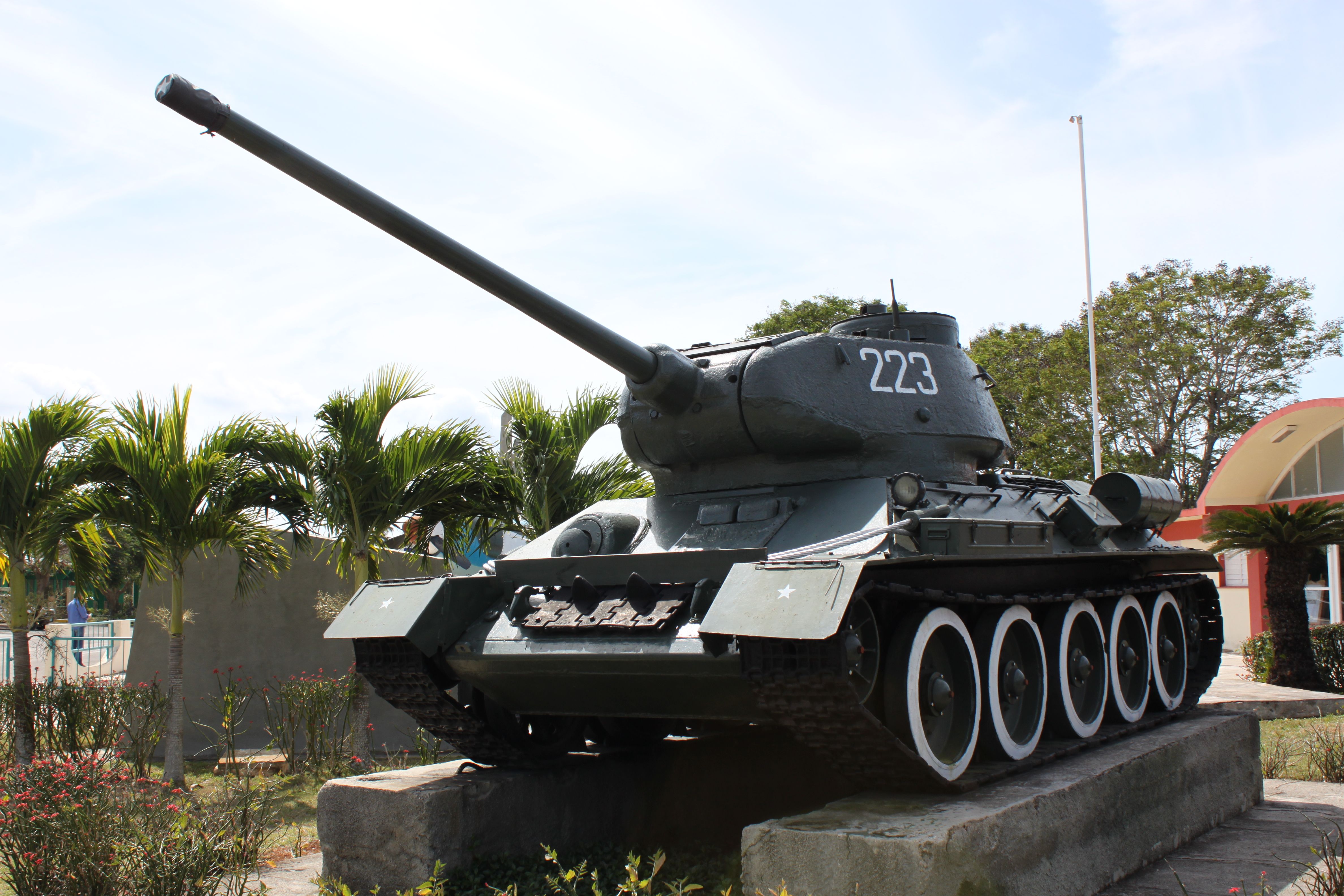
Xe tăng T-34 mà lãnh tụ cách mạng Cuba, Fidel Castro, đã dùng để tham gia chiến đấu trong trận đánh ở Vịnh Con Lợn

Cuba đã nhận được 150 xe tăng T-34-85 do Liên Xô viện trợ quân sự vào năm 1960. T-34-85 là xe tăng đầu tiên của Liên Xô tham gia biên chế cho Lực lượng Vũ trang Cách mạng Cuba (FAR), cùng với IS-2. Những chiếc T-34 của Liên Xô cũng góp mặt tại chiến trường Cuba vào tháng 4/1961 trong sự kiện Vịnh Con Lợn. Khi đó, lực lượng vũ trang lưu vong người Cuba do Mỹ hậu thuẫn đã tiến hành đổ bộ lên bờ biển nước này nhằm hòng lật đổ chính phủ cách mạng Cuba. Dù được trang bị 5 chiếc xe tăng M41 Walker Bulldog và nhiều chiếc xe bọc thép, cụm quân này đã bị đánh tan hoàn toàn bởi những chiếc T-34 của Quân đội Cách mạng Cuba trong thời gian ngắn ngủi. Nhà lãnh đạo của cách mạng Cuba là Fidel Castro, đã đích thân chỉ huy một chiếc T-34 dẫn đầu đội hình chiến đấu của quân đội Cuba trong cuộc chiến trên vịnh Con lợn. Đặc biệt chiếc T-34 do ông chỉ huy đã bắn hạ 2 xe của địch khi tham chiến.
Năm 1975, một lượng lớn T-34-85 cũng đã được Liên Xô tặng cho FAR để hỗ trợ cho cuộc can thiệp kéo dài của nước này vào Nội chiến Angola.
Một trung đội gồm 5 chiếc T-34-85 của Cuba đã tham chiến ở Angola chống lại quân đội Nam Phi trong trận Cassinga. Các xe tăng này cùng với một đại đội bộ binh cơ giới hóa của Cuba được trang bị xe bọc thép chở quân BTR-152. Vào tháng 5 năm 1978, Nam Phi tiến hành một cuộc không kích lớn vào Cassinga với mục tiêu phá hủy một căn cứ của Tổ chức Nhân dân Tây Nam Phi (SWAPO) ở đó. Lực lượng Cuba đã được huy động để ngăn chặn chúng. Khi đến gần Cassinga, họ đã bị máy bay Nam Phi bay ngang, loại máy bay này đã phá hủy hầu hết các chiếc BTR-152 và 3 chiếc T-34-85; một chiếc T-34-85 thứ tư bị vô hiệu hóa bởi một quả mìn chống tăng chôn trên đường. Chiếc xe tăng còn lại tiếp tục giao tranh với lính dù Nam Phi cho đến khi trận chiến kết thúc.
Hơn một trăm chiếc T-34-85 của Cuba và kíp lái tương ứng của họ vẫn ở Angola vào giữa những năm 1980. Vào tháng 9 năm 1986, chủ tịch Cuba Fidel Castro phàn nàn với Tướng Konstantin Kurochkin, trưởng phái đoàn quân sự Liên Xô tới Angola, rằng người của ông không còn được mong đợi sẽ chiến đấu với thiết giáp Nam Phi bằng những chiếc T-34 của "Thế chiến thứ hai"; Castro nhấn mạnh rằng Liên Xô sẽ trang bị cho lực lượng Cuba một số lượng lớn hơn T-55. Đến năm 1987, yêu cầu của Castro dường như đã được chấp thuận, vì các tiểu đoàn xe tăng Cuba đã có thể triển khai một số lượng đáng kể T-54B, T-55 và T-62; những chiếc T-34-85 không còn hoạt động.

### Việt Nam
18 giờ 33 phút ngày 13/7/1960, tại ga Vĩnh Yên, chiếc xe tăng T-34 mang số hiệu 114 dưới sự điều khiển của Trung sĩ Đào Văn Bàn đã rời toa tàu, đây là thời khắc bộ đội Tăng - Thiết giáp Việt Nam chính thức tiếp nhận những vũ khí trang bị đầu tiên. Chiếc xe tăng đầu tiên trong biên chế của quân đội Việt Nam là một chiếc T-34/85 mang số hiệu 114 được biên chế cho Trung đoàn xe tăng 202, trong năm 1960 đã có tổng số 100 chiếc T-34 và SU-76 được Liên Xô viện trợ cho Việt Nam.
Ngày 29 tháng 2 năm 1962, Việt Nam tiếp nhận thêm một số trang bị mới bao gồm 19 xe PT-76, 11 xe T-54, 1 xe MTY-10, 4 xe dắt T-34 do Liên Xô viện trợ. Cuối năm 1963, Việt Nam tiếp nhận thêm 72 xe T-34, 11 xe T-54, 31 xe PT-76. Lúc này, tổng số xe tăng thiết giáp và các xe hỗ trợ của Việt Nam đã có là 164 chiếc các loại.
Xe tăng T-34 đã được tân trang lại ở Liên Xô trước khi chuyển giao cho Việt Nam. Hầu hết nếu không muốn nói là tất cả đều có bánh xe đường trường kiểu T-54/55, có một điện đài mới hơn (kiểu 10RT). Ngoài ra, các xe T-34-85 của Việt Nam còn được bổ sung thêm một súng máy DShK cỡ nòng 12,7mm trên tháp pháo để bắn máy bay tầm thấp cũng như bộ binh (những chiếc T-34-85 nguyên bản không có vũ khí này). Tuy nhiên do nguyên bản tháp pháo không được trang bị súng máy 12,7mm nên việc bổ sung cần phải hàn thêm một bệ giá đỡ ở phía bên phải của tháp, khiến hạn chế tầm bắn của súng khi xạ thủ chỉ có thể quay súng về bên phải mà không thể quay sang bên trái nếu như vẫn ngồi trong xe.

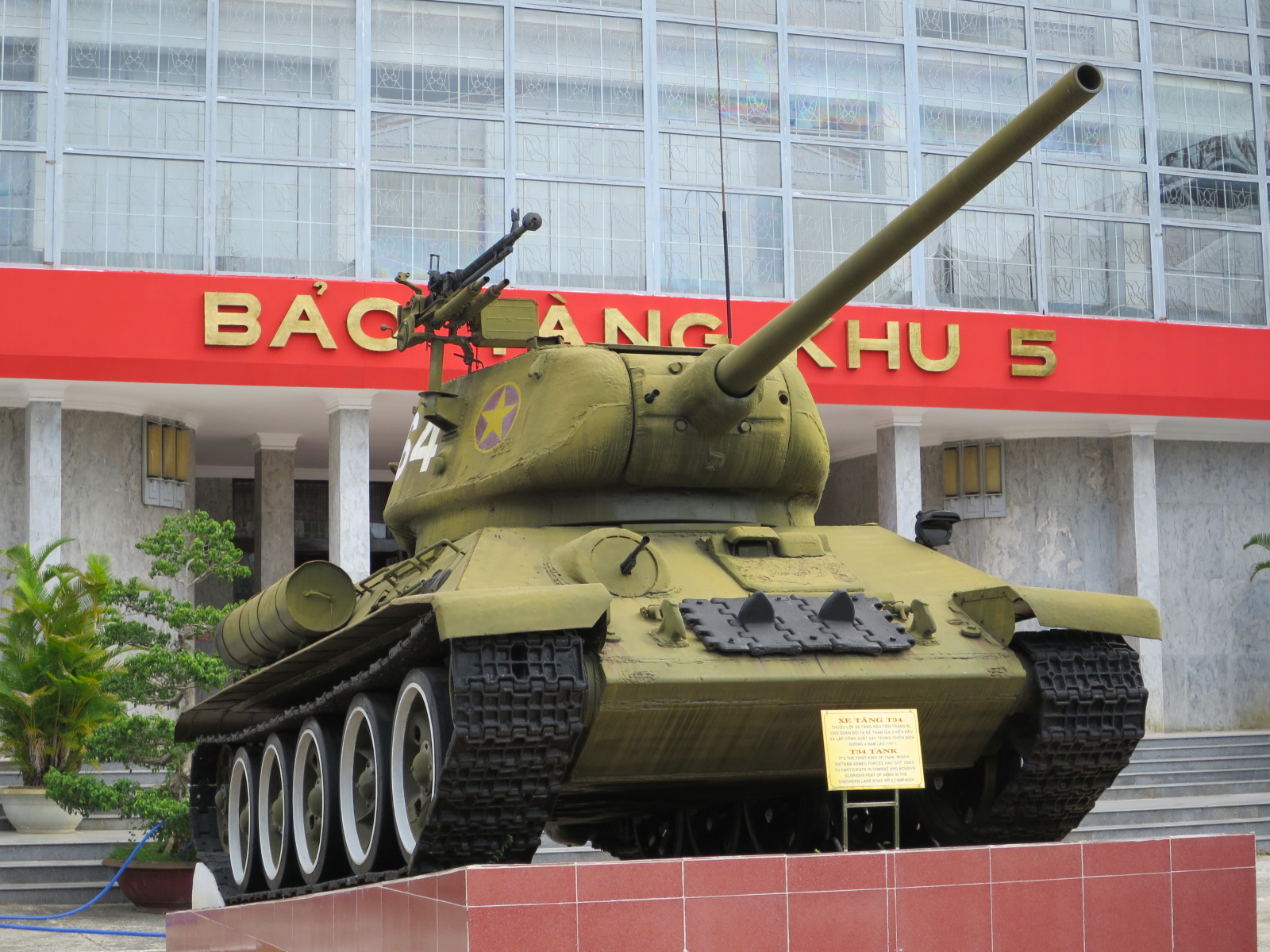
Xe tăng T-34-85 tại Bảo tàng Quân khu 5, Đà Nẵng

Tuy nhiên, phải đến cuối năm 1970, Tiểu đoàn xe tăng 397 thuộc Trung đoàn 202 trang bị xe T-34 mới được đưa vào nam Quân khu 4 để chuẩn bị tham gia chiến dịch phản công Đường 9- Nam Lào cùng các Tiểu đoàn 297 (trang bị T-54/59) và 198 (trang bị PT-76). Khi đó, Quân đội Nhân dân Việt Nam đã sử dụng xe tăng T-34-85 tiến công quân Mỹ lần đầu tiên trong Chiến dịch đường 9 - Nam Lào tháng 3/1971.
Năm 1971, T-34 tham gia chiến dịch Cánh đồng Chum tại Lào. Tiểu đoàn 195 thuộc Trung đoàn 202, có 2 đại đội 9 và 18, trang bị 18 xe T-34, 3 xe PT-76 và 4 xe thiết giáp K-63. Các xe tăng đã dẫn đầu mũi tấn công, chi viện bộ binh tiêu diệt từng lô cốt công sự, đánh chiếm các cứ điểm.
Năm 1972, tại Quảng Trị, lực lượng xe tăng tham gia cuộc Tổng tiến công năm 1972 gồm 2 trung đoàn 202 và 203, song số lượng T-34 chỉ có 10 xe được biên chế vào Đại đội 7, Tiểu đoàn 3 của Trung đoàn 203. Trong đó nổi bật là trận đánh ngày 17/8/1972, chỉ 1 xe T-34 số 164 đã đánh tan 1 đại đội ở La Vang, diệt 37 lính.
Trận đánh xe tăng lớn nhất có sự tham gia của T-34 ở Việt Nam xảy ra vào ngày 27 tháng 7 trong trận Đồi 26 ở Quảng Trị. Một đại đội 11 chiếc M41 Walker Bulldog rút lui từ điểm cao thì bị 7 xe tăng T-34-85 (trong số 10 xe tăng của đại đội) tấn công. Kết quả là quân Việt Nam Cộng hòa đã bị bất ngờ, theo số liệu của Mỹ thì 3 chiếc M41 đã bị phá hủy bởi T-34, 5 chiếc nữa bị bắt giữ, chỉ có 3 chiếc M41 chạy thoát được.
Chiều ngày 19/3/1975, trong chiến dịch Huế - Đà Nẵng, Đại đội xe tăng 7 (với 6 xe tăng T-34) bí mật cơ động vào tập kết ở Phương Lang Đông (Triệu Phong, Quảng Trị). Ngày 23/3, Đại đội đã phối hợp với Tiểu đoàn bộ binh 3 của Quảng Trị đánh tan Tiểu đoàn Thủy quân lục chiến 8 và giải phóng quận lỵ Mai Lĩnh, bắn cháy 2 xe tăng M41. Trong các ngày 24 và 25,3, Đại đội 7 tiếp tục cùng bộ binh tiến công quận lỵ Hướng Điền. Đại đội 7 (lúc này còn 4 xe T-34) vượt lên dẫn đầu đội hình truy kích, bắn cháy 1 xe tăng M48 Patton và 1 xe tăng M41, truy kích đến Bắc Thuận An, góp phần giải phóng tỉnh Thừa Thiên Huế ngày 25/3/1975. Đây cũng là trận đánh cuối cùng của xe tăng T-34 tại chiến trường Việt Nam.
Trong suốt 15 năm (1960-1975), đã có hàng trăm chiếc T-34 được Liên Xô viện trợ cho Việt Nam trong suốt chiến tranh, tuy nhiên do đã lạc hậu cả về vỏ giáp và hỏa lực, nên nhìn chung vai trò của nó không nổi bật như xe tăng T-54.
Trong chiến tranh biên giới phía Bắc năm 1979, Quân đội Trung Quốc trang bị chủ yếu các xe Type-59, Type-62, ước tính khoảng 550 xe tăng. Về phía đối diện, QĐNDVN huy động Trung đoàn tăng thiết giáp 407 thuộc Quân khu 1, chủ yếu là những xe T-34-85. So với xe tăng Type-59, T-34-85 kém hơn cả về hỏa lực và vỏ giáp, nhưng so với những xe tăng hạng nhẹ Type-62 thì T-34-85 không hề yếu thế. Các xe tăng T-34-85 đã tham gia một số trận đánh trong cuộc chiến này, nhưng không rõ thành tích cũng như thiệt hại. Đến thập niên 1980, một số chiếc T-34 đã được tháo dỡ để lấy tháp pháo làm công sự hỏa lực trên một số đảo ở Trường Sa.

### Quần đảo Síp
Lực lượng Vệ binh Quốc gia Síp được trang bị khoảng 35 xe tăng T-34-85 đã giúp hỗ trợ cuộc đảo chính của quân đội Hy Lạp chống lại Tổng thống TGM Makarios vào ngày 15 tháng 7 năm 1974.
Vào tháng 7 đến tháng 8 năm 1974, khi Thổ Nhĩ Kỳ tấn công đảo Síp đang do Hy Lạp nắm giữ tại Kioneli và tại Kyrenia, Hy Lạp đã điều động 32 chiếc T-34-85 đối đầu với 180 chiếc xe tăng M47/M48 Patton của Thổ Nhĩ Kỳ. Kết thúc cuộc chiến, Hy Lạp bị mất 10 chiếc T-34 bị phá hủy, 11 chiếc khác hết đạn hoặc xăng và bị tổ lái bỏ lại. Phía Thổ Nhĩ Kỳ bị phá hủy 11 chiếc xe tăng: 6 xe M47 và 5 xe M48 Patton, 12 xe M47 và M48 khác bị hư hại. Xe tăng T-34 đã gây ngạc nhiên lớn, bởi khi đó nó đã rất lạc hậu nhưng vẫn đánh thắng xe tăng chiến đấu hiện đại của Mỹ.

### Nội chiến Angola
Một trong những cuộc xung đột hiện đại chứng kiến việc triển khai chiến đấu rộng rãi của T-34-85 là Nội chiến Angola. Năm 1975, Liên Xô đã vận chuyển 80 chiếc T-34-85 tới Angola như một phần hỗ trợ cho cuộc can thiệp quân sự đang diễn ra của Cuba tại đây. Kíp lái Cuba hướng dẫn binh lính FAPLA cách vận hành; các lái xe và xạ thủ khác của FAPLA đã tháp tùng các kíp lái Cuba trong vai trò huấn luyện viên.
FAPLA bắt đầu triển khai những chiếc T-34-85 chống lại lực lượng UNITA và FNLA vào ngày 9 tháng 6 năm 1975. Sự xuất hiện của FAPLA và xe tăng Cuba đã thúc đẩy Nam Phi tăng cường cho UNITA một chi đội xe bọc thép Eland-90.

### Afghanistan
Những chiếc T-34-85 cũng thường xuất hiện ở Afghanistan. Trong Chiến tranh Xô Viết-Afghanistan, hầu hết T-34 đã được lực lượng an ninh nội bộ Sarandoy trang bị. Một số cũng được giữ lại phục vụ trong Quân đội Cộng hòa Dân chủ Afghanistan.

### Namibia
Năm 1984, Tổ chức Nhân dân Tây Nam Phi (SWAPO) đã thực hiện một nỗ lực phối hợp để thành lập tiểu đoàn thiết giáp thông thường của riêng mình thông qua cánh vũ trang, Quân đội Giải phóng Nhân dân Namibia (PLAN).  Là một phần của nỗ lực này, các đại diện ngoại giao của SWAPO ở châu Âu đã tiếp cận Cộng hòa Dân chủ Đức với yêu cầu mua mười xe tăng T-34, số này đã được chuyển giao. T-34 của PLAN không bao giờ được triển khai trong các chiến dịch tấn công chống lại quân đội Nam Phi, chúng được giới hạn trong vai trò bảo vệ các căn cứ chiến lược bên trong miền bắc Angola.

Đến năm 1988, những chiếc T-34-85 của PLAN được đóng quân gần Luanda, nơi các kíp lái của họ được huấn luyện bởi các chuyên gia Cuba. Vào tháng 3 năm 1989, xe tăng PLAN được huy động và di chuyển về phía nam theo hướng biên giới Namibia. Nam Phi cáo buộc PLAN đã lên kế hoạch cho một cuộc tấn công lớn nhằm gây ảnh hưởng đến cuộc tổng tuyển cử đang diễn ra của Namibia, nhưng các đơn vị xe tăng đã không vượt qua biên giới và không can thiệp vào một loạt các cuộc đụng độ mới vào cuối năm đó. Từ năm 1990 đến năm 1991, SWAPO đã ra lệnh cho các xe tăng của PLAN ở Angola hồi hương về Namibia bằng chi phí của mình. Bốn chiếc sau đó được đưa vào phục vụ trong Quân đội Namibia mới.

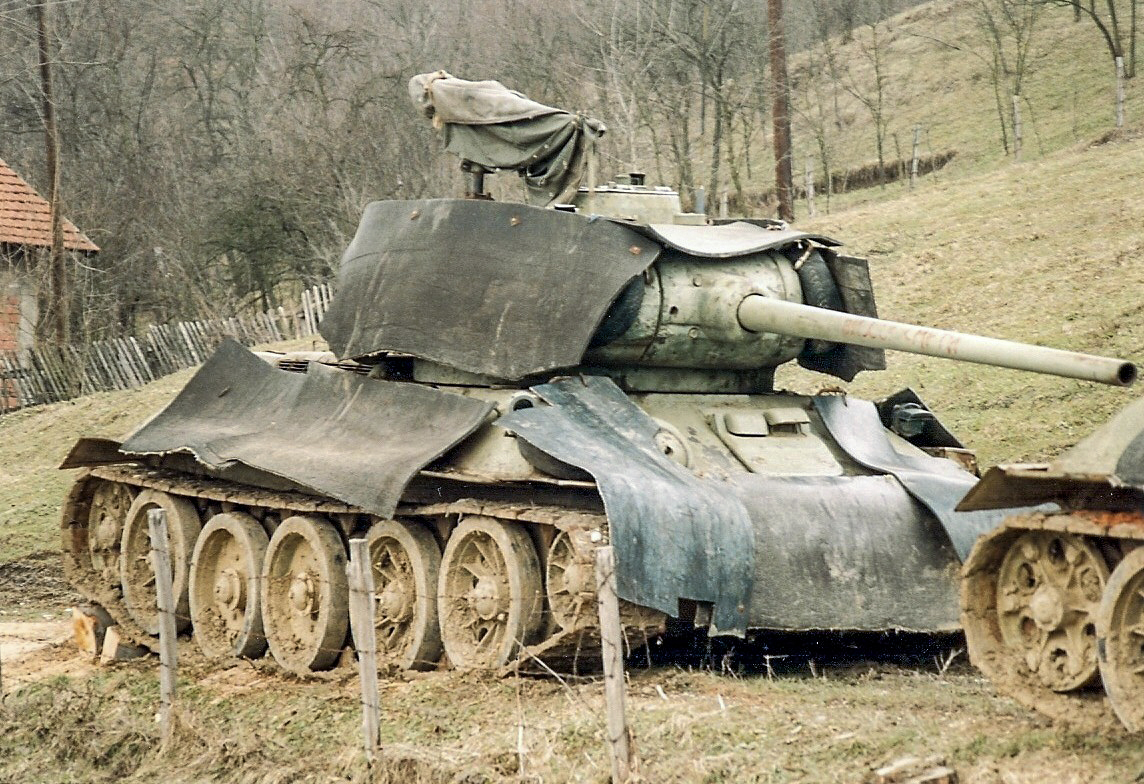
Một chiếc T-34-85 của Quân đội Serb Bosnia, với lớp đệm cao su được thêm vào trong nỗ lực làm giảm tỏa nhiệt động cơ, gần Doboj vào đầu năm 1996.

### Balkans
Đầu năm 1991, Quân đội Nhân dân Nam Tư sở hữu 250 chiếc T-34-85, không chiếc nào trong số đó đang hoạt động. Trong sự tan rã của Nam Tư, những chiếc T-34-85 được quân đội quốc gia Croatia, Bosnia-Herzegovina, Serbia và Montenegro kế thừa và tiếp tục hoạt động trong các cuộc Chiến tranh Nam Tư. Một số cũng được quân đội ly khai Serbia mua lại từ kho dự trữ của Nam Tư, cụ thể là Quân đội Cộng hòa Serb Krajina (SVK) và Quân đội Cộng hòa Srpska (VRS). Hầu hết những chiếc xe tăng này đều ở trong tình trạng tồi tệ khi bắt đầu xung đột và một số chiếc đã sớm trở nên không hoạt động được, có thể là do bảo trì không đầy đủ và thiếu phụ tùng.
Vào ngày 3 tháng 5 năm 1995, một chiếc VRS T-34-85 đã tấn công một tiền đồn của UNPROFOR do Trung đoàn 21 của Công binh Hoàng gia điều khiển ở Maglaj, Bosnia, làm bị thương sáu lính gìn giữ hòa bình của Anh, với ít nhất một người trong số họ bị thương tật vĩnh viễn. Một số T-34 đang được VRS cất giữ tại căn cứ ở Zvornik đã bị UNPROFOR tạm thời tịch thu như một phần của chương trình giải giáp vũ khí địa phương vào năm sau.

### Thế kỷ 21
Năm 2015, cả xe tăng T-34-85 Model 1969 và pháo tự hành SU-100 đều được chụp ảnh khi đang được sử dụng trong cuộc nổi dậy của Houthi ở Yemen. Một số xe tăng T-34 thậm chí còn bị bắn bằng ATGM.
Trong Nội chiến Syria 2011 và Nội chiến Yemen năm 2018, một số chiếc T-34-85 được nhìn thấy là đã tham chiến, đánh dấu lịch sử chinh chiến bền bỉ tới 75 năm của loại xe tăng này.

## Lính tăng T-34 nổi tiếng
- Andreev, Nikolai Rodionovich (1921-2000)
- Aria, Semyon Lvovich (1922-2013)
- Aslanov, Hazi Agadovich (1910-1945)
- Barmin, Ilya Elizarovich (1916-1943)
- Bochkovsky, Vladimir Alexandrovich (1923-1999)
- Bryukhov, Vasily Pavlovich (1924-2015)
- Burda, Alexander Fedorovich (1911-1944)Tổ lái xe tăng T-34 của Dmitri Lavrienko, ngoại ô Moskva, 1/10/1941. Chiếc T-34 của Lavrienko đã tiêu diệt được 52 xe tăng Đức trước khi ông hy sinh, đây là chiến sĩ xe tăng có thành tích cao nhất của khối Đồng Minh trong Thế chiến thứ 2[cần dẫn nguồn]

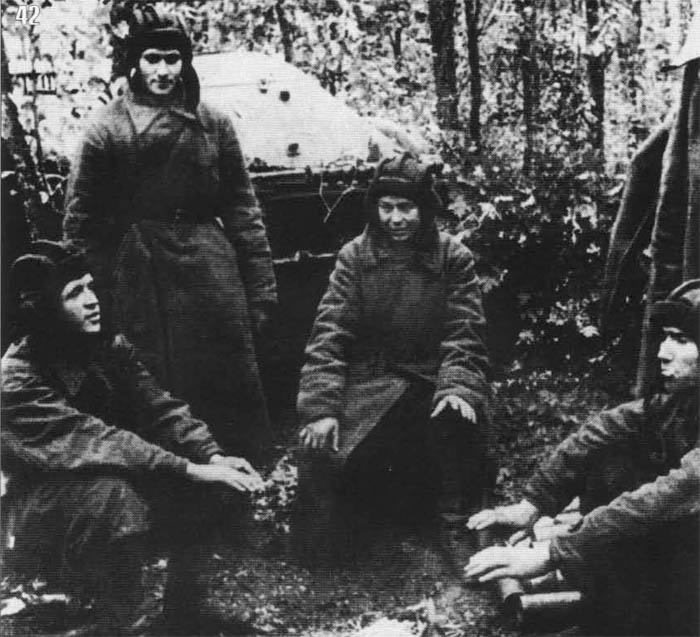
Tổ lái xe tăng T-34 của Dmitri Lavrienko, ngoại ô Moskva, 1/10/1941. Chiếc T-34 của Lavrienko đã tiêu diệt được 52 xe tăng Đức trước khi ông hy sinh, đây là chiến sĩ xe tăng có thành tích cao nhất của khối Đồng Minh trong Thế chiến thứ 2

- Bukhtuev, Mikhail Artemievich (1925-1944)
- Gorobets, Stepan Khristoforovich (1913-1942)
- Gintovt, Vitold Mikhailovich (1922-1984)
- Degen, Ion Lazarevich (1925-2017)
- Zamula, Mikhail Kuzmich (1914-1984)
- Zorin, Sergei Ivanovich (1911-1954)
- Kashnikov, Pyotr Mikhailovich (1912-1945)
- Komarov, Dmitry Evlampievich (1922-1944)
- Kosarev, Alexander Prokofievich  (1941-1945)
- Kaduchenko Joseph Andriyanovich (1906-1988)
- Kostrikova, Evgeniya Sergeevna (1921-1975)
- Lavrinenko, Dmitry Fedorovich (1914-1941)
- Lebedev, Nikolai Alexandrovich (1914-1942)
- Levchenko, Irina Nikolaevna (1924-1973)
- Lyubushkin, Ivan Timofeevich (1918-1942)
- Oktyabrskaya, Maria Vasilievna (1902-1944)
- Maksakov, Vladimir Nikolaevich (1923-1993)
- Markov, Vladimir Alexandrovich (1923-1955)
- Raftopullo, Anatoly Anatolyevich (1907-1985)
- Rudyk, Nikolay Martynovich (1918-1943)
- Samokhin, Konstantin Mikhailovich (1915-1942)
- Storozhenko, Vasily Yakovlevich (1918-1991)
- Fadin, Alexander Mikhailovich (1924-2011)
- Khazov, Vladimir Petrovich (1918-1942)
- Khokhryakov, Semyon Vasilievich (1915-1945)
- Chesak, Grigory Sergeevich (1922-1987)
- Sharipov, Fatykh Zaripovich (1921-1995)

## Nhà khai thác

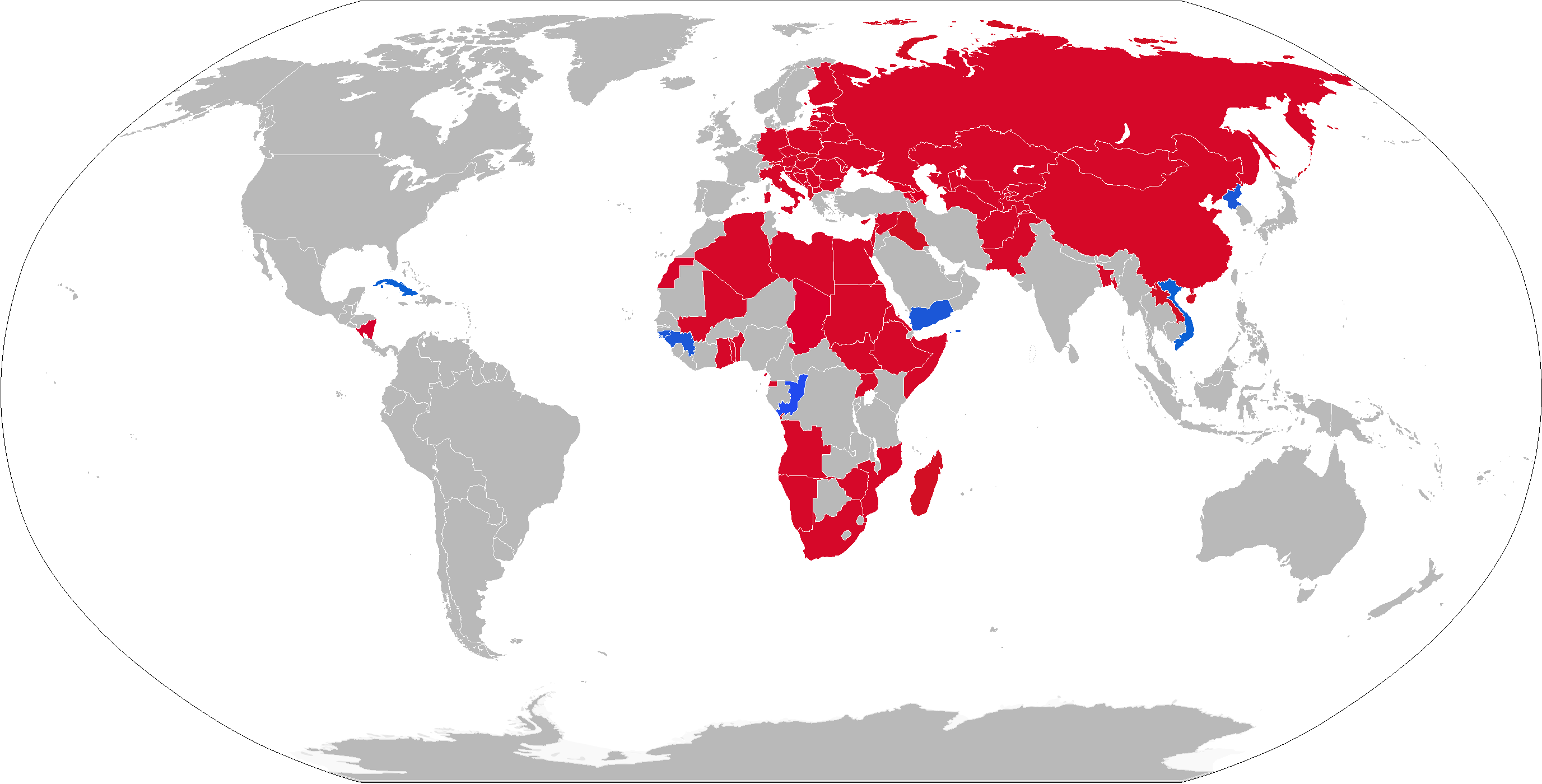
Nhà khai thác T-34 cho năm 2021. Các nhà khai thác hiện tại màu xanh lam, các nhà khai thác cũ màu đỏ

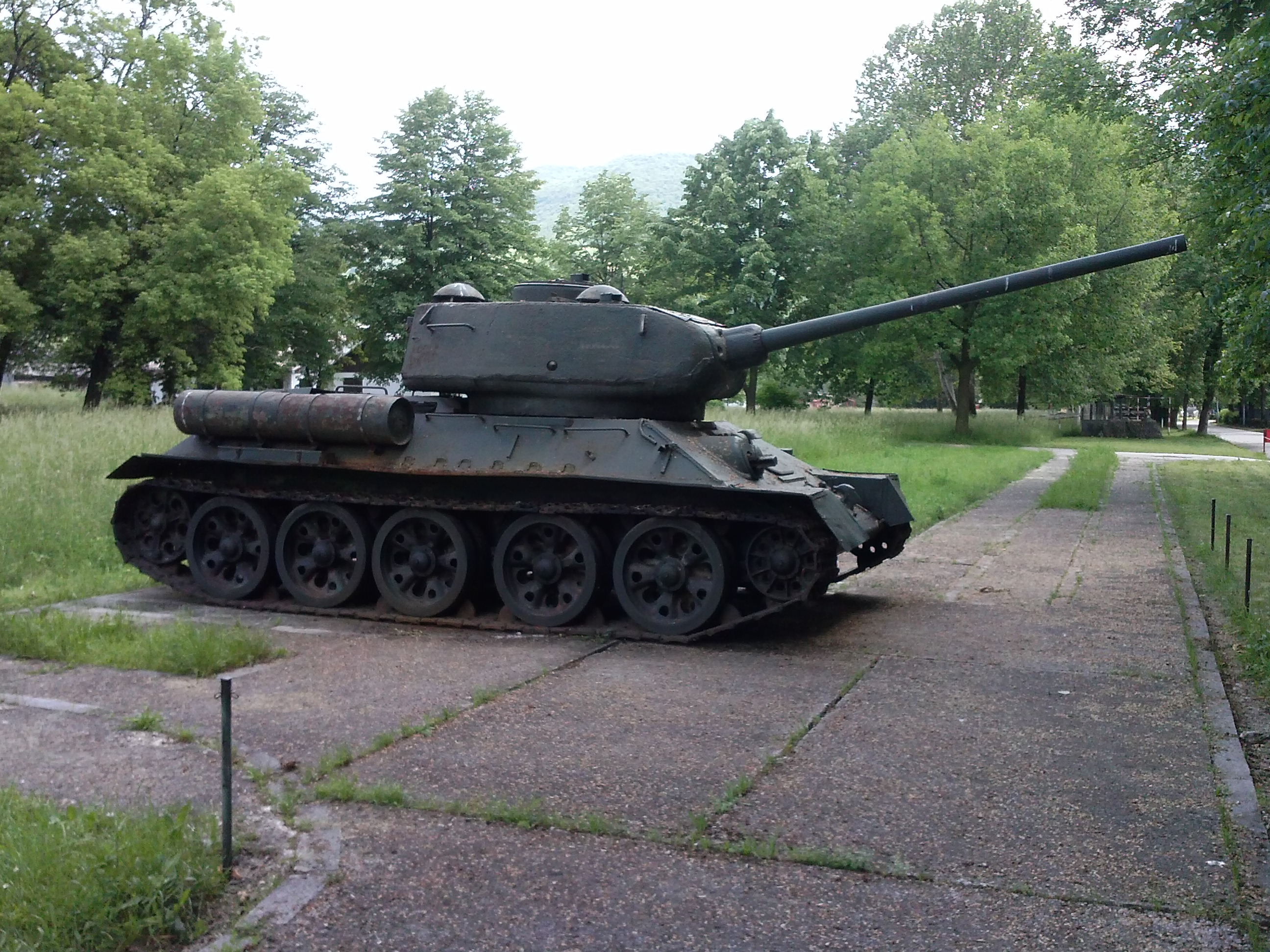
T-34-85 của Lực lượng vũ trang Bosnia và Herzegovina, 2014.

### Hiện tại
- Cuba - 642,[72] số lượng không xác định trong biên chế.[73][74]
- Bosnia-Herzegovina - 5 chiếc T-34, tính đến năm 2011[75].[73]
- Cộng hòa Congo - Số lượng không xác định trong kho niêm cất.[73][76]
- Cộng hòa Dân chủ Nhân dân Triều Tiên - 650[72] Số lượng không xác định vẫn đang hoạt động[73][77]
- Guinea -  45; 30 chiếc hoạt động tính đến năm 2021.[78]
- Guinea-Bissau - 10 chiếc T-34 tính đến năm 2021.[79]
- Namibia - Nhận chuyển giao 4 chiếc, só lượng không xác định đang được niêm cất.[80]Một chiếc T-34-85 trong Lễ duyệt binh Ngày Chiến thắng Moskva 2018.

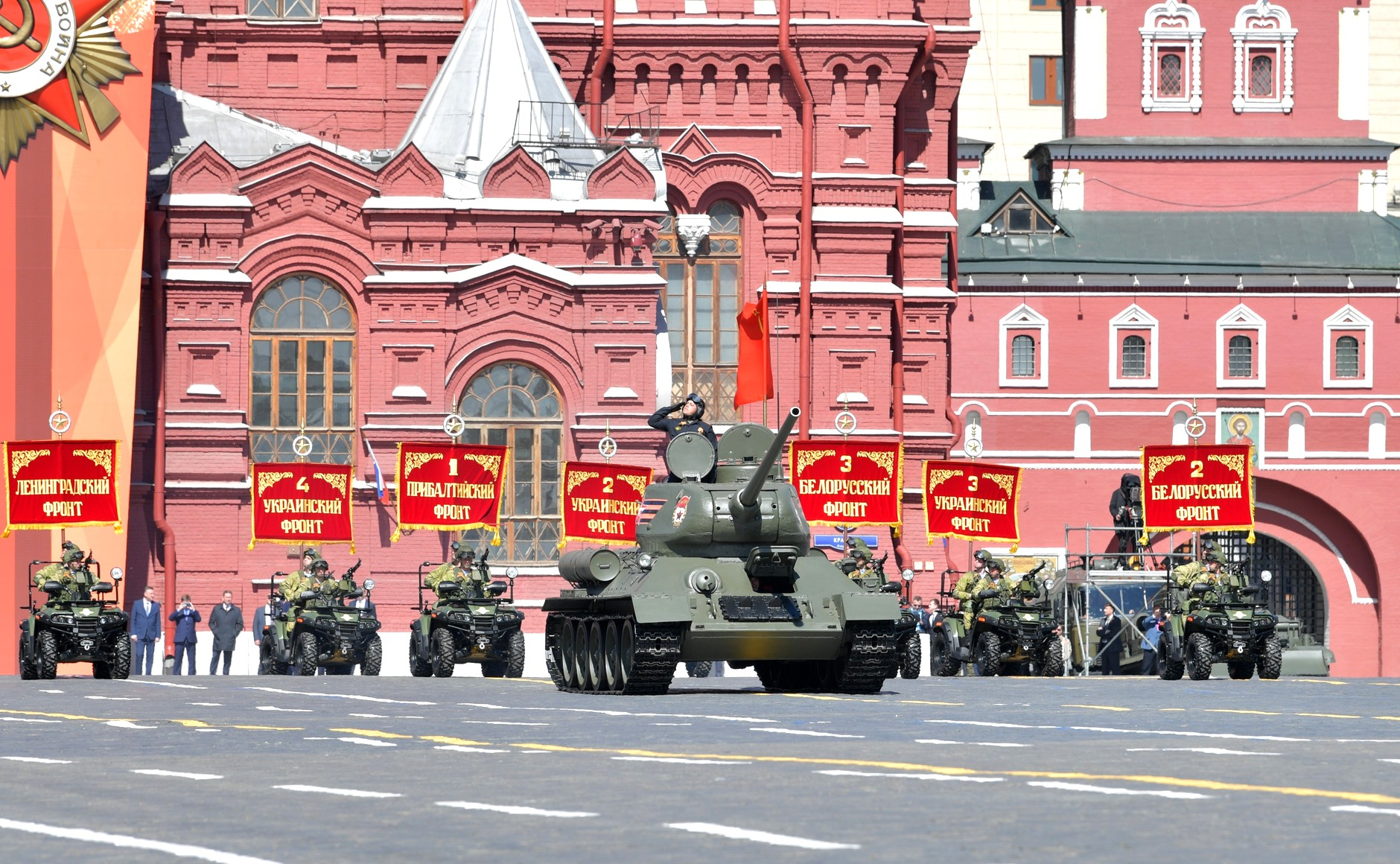
Một chiếc T-34-85 trong Lễ duyệt binh Ngày Chiến thắng Moskva 2018.

- Nga - Phục vụ các hoạt động duyệt binh, hội thao và triển lãm.
- Yemen - Nhận được 250 chiếc.[81] 30 chiếc hoạt động tới năm 2010.[73] Số lượng không xác định đang hoạt động.[82]
- Việt Nam - 300 chiếc được chuyển giao.[72] 45 chiếc T-34, tính đến năm 2021.[83][84]

### Quá khứ
- Liên Xô[85]

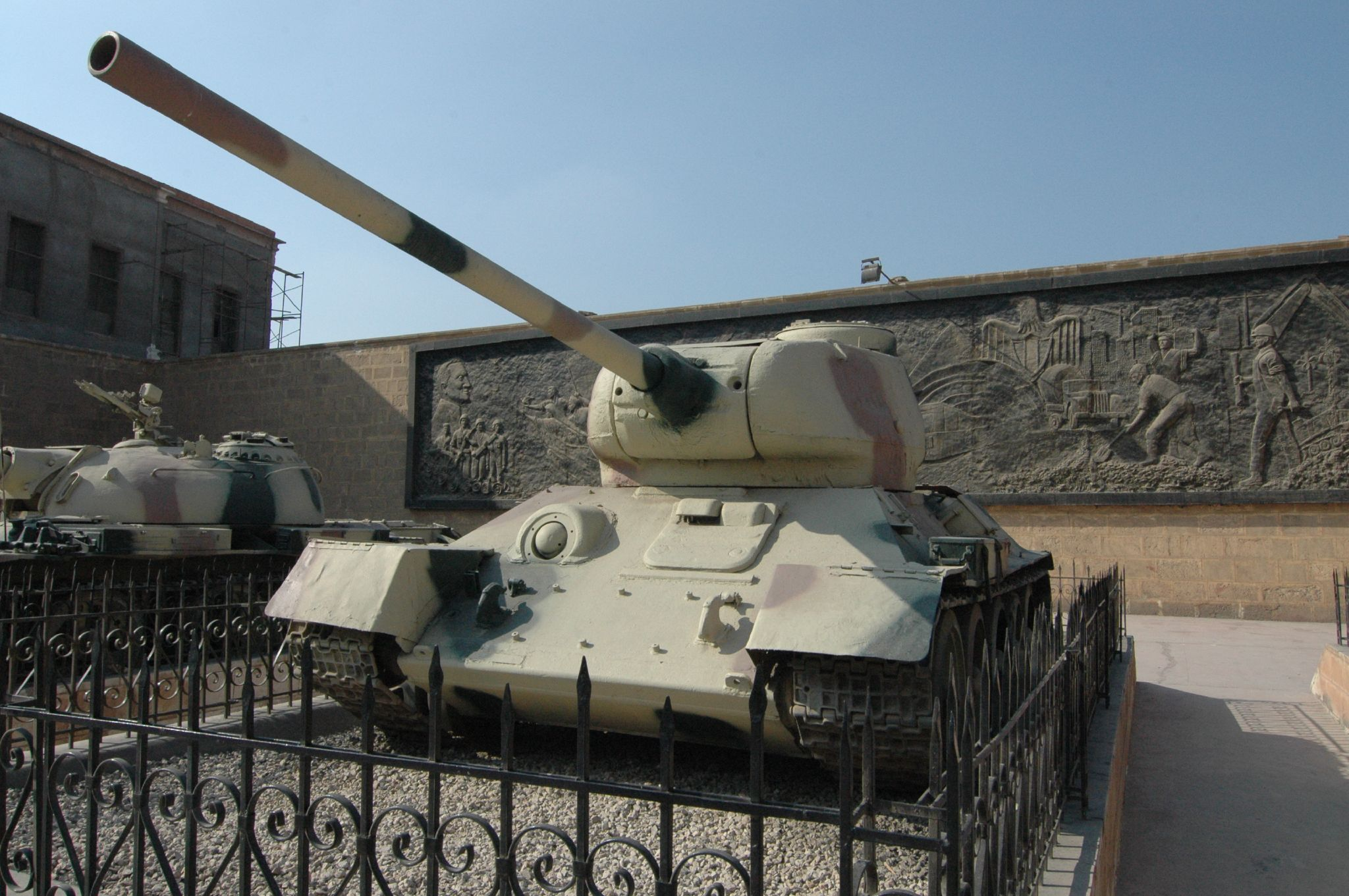
T-34-85 trong bảo tàng Quân đội Ai Cập.

- Đức Quốc xã - Vận hành một số xe tăng bị bắt trong Chiến tranh Thế giới thứ hai. (được định danh là "Pz. 747 (r)")[86]
- Afghanistan - 175[72]
- Ai Cập - 380[72][87]
- Albania - 138[72]
- Algeria - 113[81]
- Angola - 80[72]
- Áo - 25[72]
- Bulgaria - 599[72][88]
- Cộng hòa Dân chủ Đức - 872[72]
- Cộng hòa Nhân dân Ba Lan - 1.000[72][89]
- Cộng hòa Nhân dân Trung Hoa - 2.500,[72] 14 biến thể khác nhau của T-34 hiện được trưng bày trong các viện bảo tàng.
- Cộng hòa Síp - 32 (1964-1974).[72]
- Ethiopia - 56[72]
- Guinea Xích Đạo[85]
- Hungary - 150[72][89]
- Iraq - 175[72]
- Lào - Số lượng không xác đinh T-34 đã được chuyển giao vào năm 1987, hoạt động đến năm tính đến năm 2016.[90] Năm 2018 chúng được đưa ra khỏi biên chế, 30 xe được chuyển giao cho Bộ Quốc phòng Nga trong tình trạng hoạt động tốt để phục vụ mục đích triển lãm và quay phim.[73][91]
- Liban[85]
- Libya - 65[72]
- Mali - 30[72][92][93]
- Mông Cổ - 40 chiếc T-34-85, được chuyển giao từ Liên Xô năm 1945-1953; loại khỏi biên chế năm 1951-1953.[72]
- Mozambique - 200[72]
- Nam Tư - 16 xe tăng T-34 đầu tiên được chuyển giao từ Liên Xô vào ngày 7 tháng 9 năm 1944 (65 chiếc được nhận vào cuối chiến tranh), thêm 6 chiếc Pz.Kpfw.747 (xe tăng T-34-76 của Liên Xô sản xuất năm 1941-1942. do quân Đức hiện đại hóa) thu được từ quân Đức vào đầu năm 1945.[94] Sau khi chiến tranh kết thúc, vào năm 1947, 308 chiếc T-34-85 đã được mua từ Liên Xô.[85][88]
- Pakistan - 25
- Phần Lan - 7 đến 9 chiếc thu được từ Hồng quân Liên Xô.[85][89]T-34-85 của quân đội Romania bên cạnh Pháo tự hành TACAM R-2 ( Bảo tàng Quân sự Quốc gia, Bucharest )
- Romania[89]

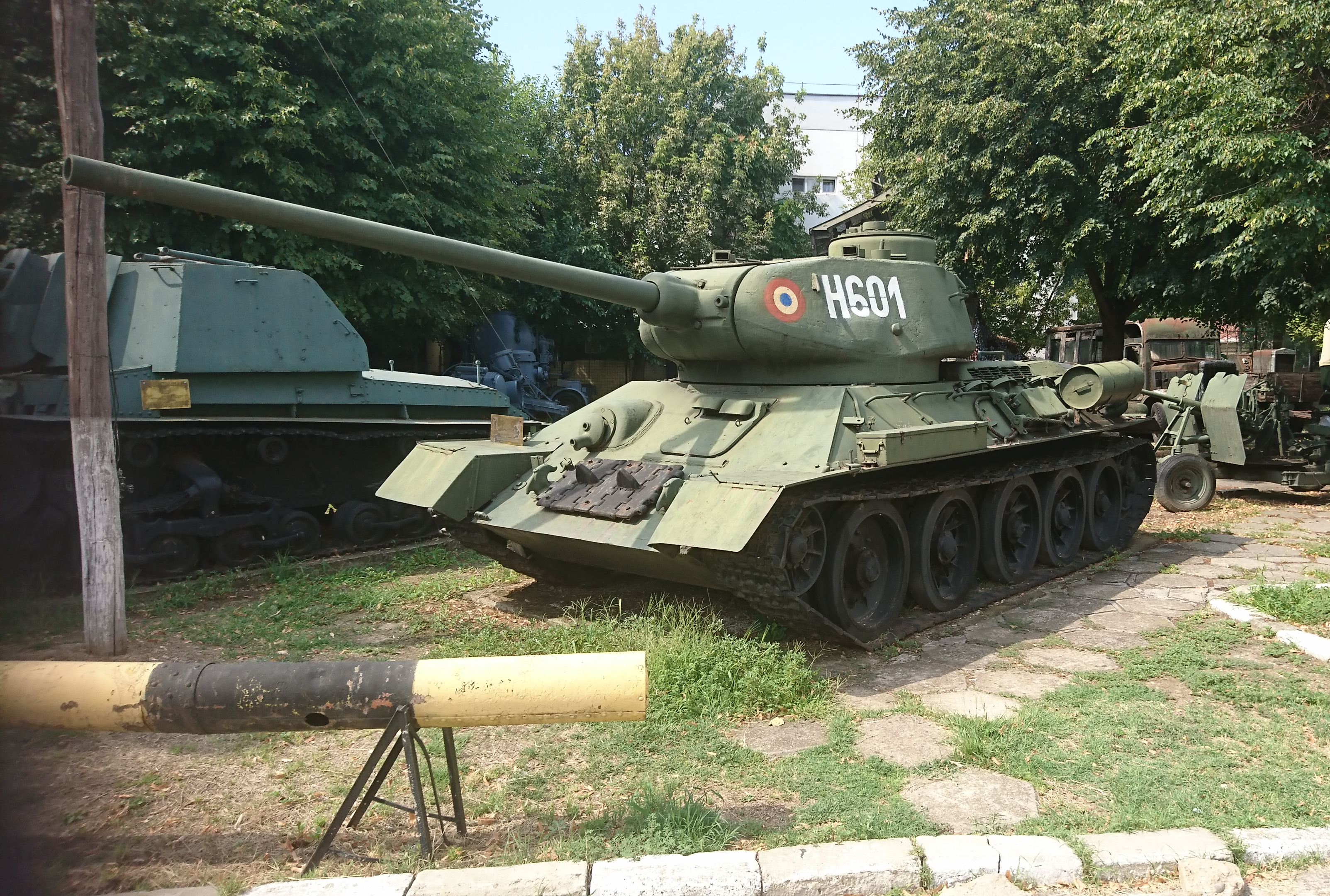
T-34-85 của quân đội Romania bên cạnh Pháo tự hành TACAM R-2 (Bảo tàng Quân sự Quốc gia, Bucharest)

  -  Vương quốc Romania - 2 thu được vào ngày 1 tháng 11 năm 1942, 4 nữa vào tháng 3 năm 1944.[95] Nó được đề xuất nhiều sửa đổi phần đầu.[96]
  -  Cộng hòa Xã hội chủ nghĩa România - 935 chiếc T-34-85 nhận được từ Liên Xô và Tiệp Khắc từ năm 1949 đến năm 1957. Chúng có những sửa đổi cục bộ.[97] Ngoài ra, 12 xe cứu kéo bọc thép và 12 xe cẩu di động SPK-5 (cả hai mẫu đều dựa trên khung gầm T-34-85) đã được mua vào năm 1955-58.[97]
- Somalia - 120[72]
- Sudan - 20[72]
- Syria - 200[72][87]
- Tiệp Khắc - 1.800[72][86]
- Togo - 7[98]
- Tổ chức Giải phóng Palestine - 24[99]
- Uganda - 10[72]
- UNITA[100]
- Việt Nam Dân chủ Cộng hòa
- Cộng hòa Miền Nam Việt Nam
- Vương quốc Ý - Vận hành số lượng không xác định xe tăng thu được trong Chiến tranh Thế gới thứ hai.[101]
- Bắc Yemen - 150[72]
- Nam Yemen - 80[72]
- Zimbabwe - 10[102][103]